# Saison 2006 de Sébastien Loeb en sport automobile
2005 2007
Pour la première fois depuis son accession au niveau mondial, Sébastien Loeb doit se passer de l'appui officiel de Citroën en WRC. C'est en effet dans l'attente du retour de la marque aux chevrons programmé pour 2007 avec le débarquement de la Citroën C4 WRC, que l'Alsacien effectue une saison 2006 de transition au sein de l'équipe belge privée Kronos Racing, toujours au volant de la vieillissante Xsara. En dépit de moyens financiers réduits et de la non participation à un quart des rallyes du calendrier pour cause de blessure à l'épaule, il décroche un troisième titre de champion du monde consécutif sans jamais se retrouver classé au-delà de la deuxième place de chaque épreuve disputée. Il réitère également son engagement aux 24 Heures du Mans, toujours en partenariat avec Pescarolo Sport, et parvient lors de cette deuxième tentative à rallier l'arrivée en seconde position du classement général. Il achève enfin sa saison sportive par une cinquième participation consécutive à la Course des Champions dont il accède une nouvelle fois à la finale.

## Championnat du monde des rallyes
Avec le retrait désormais acté des équipes usines de Peugeot, Mitsubshi, Škoda, et dans une moindre mesure de Citroën avant son retour programmé pour l'année suivante, la liste des constructeurs officiellement représentés en WRC se limite désormais à deux marques au moment du coup d'envoi de la saison 2006 : Ford et Subaru. Un point bas qui n'avait jusque-là jamais été atteint depuis la création du championnat du monde en 1973. Les instances dirigeantes de la FIA pointent du doigt l'explosion des coûts pour expliquer cette baisse d'attraction et affirment que les mesures votées en octobre 2005 pour une application à compter de 2007 retourneront la tendance. L'hypothèse d'une réduction du nombre de manches inscrites au calendrier, toujours fixé au chiffre record de seize, est cependant exclue, et les plans d'action à mettre en place pour accroître la visibilité médiatique de la discipline restent floues. Un changement d'ordre cosmétique vient également remanier le secteur des fournisseurs de pneumatiques avec la décision du groupe Michelin de retirer officiellement son nom pour laisser la place à sa filiale américaine BFGoodrich. Pour la première fois depuis son accession au niveau mondial, Sébastien Loeb ne représentera pas officiellement les couleurs de son employeur historique Citroën mais évoluera de manière transitoire au sein de la structure privée belge Kronos Racing dirigée par Marc Van Dalen et toujours au volant de la Xsara : « Kronos Racing franchit cette année une étape supplémentaire. Depuis l'annonce de cette nouvelle, accueillie avec la joie que l'on devine, notre structure de taille familiale a travaillé d'arrache-pied. Accueillir l'équipage double champion du Monde nous donne une motivation énorme, décuple nos forces. Nous n'allons pas à Monaco la fleur au fusil : nous savons que ce rallye est un des plus difficiles du calendrier. Mais, d'un autre côté, nous sommes heureux de débuter dans une épreuve que Sébastien et Daniel affectionnent et qu'ils dominent depuis quatre ans. ». Le soutien de la marque aux chevrons reste néanmoins partiellement d'actualité, avec le rapatriement prévu de la voiture de l'Alsacien vers les ateliers de Satory entre chaque rallye et un support technique dans chacune des épreuves. La nouvelle réglementation interdisant désormais les différentiels pilotés, l'inter-saison fut l'objet de séances d'essais importantes pour redéfinir le comportement de la Xsara dans les conditions de courses. Désireux de poursuivre sa série en cours de sacres mondiaux, le Français se montre néanmoins prudent avant le coup d'envoi du championnat, conscient des moyens plus réduits qui seront mis à sa disposition : « Les gens de Kronos sont énormément motivés. On a pu juger de la qualité de leur travail en 2005. Tout en restant prudent, je suis très confiant. Défendre le titre Pilotes au sein d'une structure privée est un vrai challenge, un défi que j'ai à cœur de relever. ». Le changement d'équipe implique également la présence de deux nouveaux coéquipiers à ses côtés : Xavier Pons et le champion du monde des rallyes junior en titre Dani Sordo. Les forces en présence qui s'opposeront à lui pour cette nouvelle saison sont pour leur part essentiellement représentées par Petter Solberg et Marcus Grönholm, le Finlandais étant parvenu à conserver un volant d'usine en signant chez Ford après le départ de son ex-employeur Peugeot.

### 74eRallye Automobile Monte-Carlo
Le rallye Monte-Carlo marque une nouvelle fois le coup d'envoi de la saison. Sur un tracé quasiment identique à celui de l'édition précédente, présentant une concentration des spéciales à des altitudes plus basses qu'autrefois, les couches de neige tendent à laisser la place à des plaques de verglas davantage présentes, notamment sur les secteurs ouvrant et clôturant les étapes,,. Malgré un ciel dégagé et un soleil brillant laissant présager un sol sec, Sébastien Loeb opte pour des pneus hiver à demi-clous qui se révèlent être le choix optimal, lui permettant de creuser un écart important de près de trente secondes dès la première spéciale. Victime d'un tête-à-queue, Marcus Grönholm enregistre son premier scratch au volant de la Ford Focus WRC dans le secteur suivant, mais le temps repris à l'Alsacien n'est que symbolique. La boucle de l'après-midi empreinte le même parcours que lors des premiers passages et Loeb récidive au Col de la Couillole, portant désormais son avance à plus d'une minute sur le Finlandais. Semblant avoir course gagnée, il commet une faute dans la dernière spéciale de la journée, victime d'une plaque de verglas mal négociée dans un virage à gauche, et sort de la route pour s'immobiliser dix mètres en contrebas : « Ce rallye Monte-Carlo est très difficile. Il faut analyser à chaque virage l'adhérence, voir si on a du grip ou pas. Là, il y en avait moins que je ne pensais. Je me suis trompé. J'ai utilisé le frein à main pour faire tourner la voiture mais cela n'a pas suffi. Elle a glissé irrémédiablement. Je me suis fait piéger, c'est dommage mais il faut l'accepter. ». La Xsara n'ayant subi que des dommages limités permettant à l'équipe Kronos de la réparer pendant la nuit, le champion du monde obtient la possibilité de repartir le lendemain matin dans le cadre du règlement Super Rally, au prix de cinq minutes de pénalité le rétrogradant à la huitième place,,. Parti sur un rythme soutenu, Loeb domine la deuxième étape, enregistrant les trois premiers temps scratchs au programme en dépit d'une épingle manquée dans la huitième spéciale, et pointe en sixième position du classement général à l'assistance de mi-journée. Il poursuit sa série lors des deuxièmes passages, dépassant coup sur coup Stéphane Sarrazin et Chris Atkinson dans le secteur de Saint Antonin, mais l'annulation de La Tour-sur-Tinée - Utelle en raison d'un trop grand nombre de spectateurs l'empêche de reprendre davantage de temps,,. Le Français poursuit son offensive lors de la dernière étape, signant à nouveau le meilleur temps dans la spéciale d'ouverture. Se sentant menacé, Toni Gardemeister, alors deuxième, réagit et accentue la prise de risques pour contrer l'offensive de Loeb en s'imposant dans le secteur suivant. L'Alsacien accède au podium provisoire en s'emparant de la troisième place de Manfred Stohl juste avant la fin de la première boucle et voit l'écart le séparant de Gardemeister désormais réduit à moins de quinze secondes. Le champion du monde maintient la pression sur le Finlandais et parvient finalement à décrocher la deuxième place sur le fil à l'issue de la dernière spéciale. L'écart final d'une minute le séparant du vainqueur Marcus Grönholm, comparativement aux cinq dont il écopa en guise de pénalité le premier jour, témoigne pour sa part de l'intensité de la remontée du pilote Citroën : « Le Monte-Carlo est un rallye très piégeux. Celui de cette année est sans doute l'un des plus difficiles que j'ai jamais disputé. Les conditions climatiques changeaient tout le temps. Cela n'a pas été facile de rester dans le rythme. Le choix des pneus a été très difficile. Être dans notre position, c'était très excitant. On a lutté pour revenir pendant deux jours. Cela a été un bon moment. »,,.
| Étape   | Jour   | E.S. | Heure   | Nom                             | Distance | Clas. Spé.       | Temps            | Vit. Moy.        | Clas. |
| ------- | ------ | ---- | ------- | ------------------------------- | -------- | ---------------- | ---------------- | ---------------- | ----- |
| Étape 1 | 20 jan | SS1  | 8 h 33  | St. Sauveur-sur-Tinée - Beuil 1 | 22,23 km | 1er              | 15 min 14 s 0    | 87,6 km/h        | 1er   |
| Étape 1 | 20 jan | SS2  | 9 h 31  | Guillaumes - Valberg 1          | 13,60 km | 2e               | 9 min 39 s 7     | 84,5 km/h        | 1er   |
| Étape 1 | 20 jan | SS3  | 10 h 19 | Pierlas - Ilonse 1              | 23,22 km | Spéciale annulée | Spéciale annulée | Spéciale annulée | 1er   |
| Étape 1 | 20 jan | SS4  | 14 h 25 | St. Sauveur-sur-Tinée - Beuil 2 | 22,23 km | 1er              | 14 min 43 s 9    | 90,5 km/h        | 1er   |
| Étape 1 | 20 jan | SS5  | 15 h 23 | Guillaumes - Valberg 2          | 13,60 km | 3e               | 9 min 49 s 2     | 83,1 km/h        | 1er   |
| Étape 1 | 20 jan | SS6  | 16 h 11 | Pierlas - Ilonse 2              | 23,22 km | Super Rally      | Super Rally      | Super Rally      | 8e    |
| Étape 2 | 21 jan | SS7  | 7 h 53  | Sigale - Bif. D10/D110          | 22,54 km | 1er              | 16 min 50 s 4    | 80,3 km/h        | 8e    |
| Étape 2 | 21 jan | SS8  | 9 h 06  | St. Antonin - Toudon 1          | 20,22 km | 1er              | 14 min 41 s 2    | 82,6 km/h        | 8e    |
| Étape 2 | 21 jan | SS9  | 10 h 19 | La Tour-sur-Tinée - Utelle 1    | 18,73 km | 1er              | 15 min 41 s 5    | 71,6 km/h        | 6e    |
| Étape 2 | 21 jan | SS10 | 14 h 30 | St. Antonin - Toudon 2          | 20,22 km | 1er              | 14 min 21 s 2    | 84,5 km/h        | 4e    |
| Étape 2 | 21 jan | SS11 | 15 h 43 | La Tour-sur-Tinée - Utelle 2    | 18,73 km | Spéciale annulée | Spéciale annulée | Spéciale annulée | 4e    |
| Étape 2 | 21 jan | SS12 | 16 h 38 | La Bollène-Vésubie - Sospel 1   | 31,25 km | 1er              | 24 min 03 s 1    | 78,0 km/h        | 4e    |
| Étape 3 | 22 jan | SS13 | 7 h 55  | Col de Braus - La Cabanette 1   | 12,60 km | 1er              | 12 min 16 s 2    | 61,6 km/h        | 4e    |
| Étape 3 | 22 jan | SS14 | 8 h 23  | Col St. Roch - Lantosque 1      | 14,45 km | 2e               | 11 min 25 s 2    | 75,9 km/h        | 4e    |
| Étape 3 | 22 jan | SS15 | 8 h 56  | La Bollène-Vésubie - Sospel 2   | 31,25 km | 1er              | 24 min 07 s 0    | 77,7 km/h        | 3e    |
| Étape 3 | 22 jan | SS16 | 11 h 44 | Col de Braus - La Cabanette 2   | 12,60 km | 1er              | 11 min 38 s 5    | 64,9 km/h        | 3e    |
| Étape 3 | 22 jan | SS17 | 12 h 12 | Col St. Roch - Lantosque 2      | 14,45 km | 4e               | 11 min 05 s 5    | 78,2 km/h        | 3e    |
| Étape 3 | 22 jan | SS18 | 12 h 45 | La Bollène-Vésubie - Sospel 3   | 31,25 km | 2e               | 23 min 21 s 5    | 80,3 km/h        | 2e    |

### 55th Uddeholm Swedish Rally
Bien qu'ayant déjà remporté cette épreuve en 2004, Sébastien Loeb se considère une fois encore comme un outsider sur le rallye de Suède face aux différents pilotes nordiques présents sur la liste d'engagement. Sur la seule manche neige de la saison, les techniques consistant à enchaîner chaque virage en glissade tout en s'appuyant sur les murs de poudreuse et en exploitant le maximum d'adhérence en provenance des clous se retrouvent rarement mises en application en dehors des pays scandinaves,,. Triple vainqueur de la manche suédoise, Marcus Grönholm prend les commandes du rallye dès le coup d'envoi en s'adjugeant les deux premiers temps scratchs. Tout d'abord dans les traces du Finlandais, Loeb voit l'écart le séparant de son adversaire bondir au terme de la deuxième spéciale en raison d'un capot mal fixé avant le départ qui endommagea son pare-brise. Au temps perdu en raison du manque de visibilité s'ajoutent dix secondes de pénalité, les réparations nécessaires effectuées en liaison l'ayant contraint à un retard de pointage : « Je n'y voyais plus rien. En pleine ligne droite, je touchais les murs de neige, donc c'était un peu dangereux. ». Profitant d'une erreur de Grönholm dans le deuxième passage de Fredriksberg pour réduire son déficit cumulé d'un tiers, l'Alsacien hausse son rythme et parvient à rivaliser pour la première fois avec la pointe de vitesse du Finlandais en s'emparant pour quelques dixièmes des trois derniers scratchs de la journée : « C'est motivant de livrer une bataille aussi intense avec Sébastien même si, naturellement, je préférerais avoir un peu plus de marge d'avance. Nous avons attaqué fort. J'ai fait quelques petites fautes qui se sont finies en appui contre les murs de neige, mais rien de très sérieux. La course promet d'être particulièrement disputée samedi et on verra si j'arrive à augmenter encore un peu la cadence. »,,. Auteur d'un mauvais choix de pneus à l'entame de la deuxième journée, Loeb se bat pour rattraper les pertes d'adhérence de la voiture et double son retard accumulé sur Marcus Grönholm dans les deux premières spéciales. Le Finlandais se montre implacable sur sa surface de prédilection et hausse progressivement son rythme pour signer cinq temps scratchs consécutifs. Seul un départ manqué dans le deuxième passage de Vargåsen l'empêche de réaliser le Grand Chelem. Vainqueur dans ce secteur puis dans la Super-Spéciale de fin d'étape, Sébastien Loeb reconnaît la supériorité de son adversaire sur ce terrain et estime qu'il lui sera difficile de revenir au contact compte tenu de la distance restante : « Nous avons poussé tout au long de la journée. Quand il est en confiance, Marcus est un adversaire redoutable et il semble bien que ce soit le cas ici. Globalement, je crois qu'il était un soupçon plus vite que nous aujourd'hui. Et de surcroît, je pense avoir commis deux erreurs dans mes choix de pneus. »,,. Il choisit néanmoins de poursuivre son offensive en prenant des risques importants dans les spéciales et parvient à s'imposer dans les deux premiers chronos de la dernière journée. Le temps repris sur le pilote Ford n'est encore qu'anecdotique jusqu'à ce que le premier passage de Malta laisse entrevoir un espoir pour le Français. Sorti trop large dans un virage puis victime d'une fuite de son circuit hydraulique, Grönholm y abandonne neuf secondes mais peut alors compter sur l'assistance de mi-parcours. Sa Focus désormais réparée, le Finlandais réagit lors de la deuxième boucle et s'impose dans les trois dernières spéciales, décrochant une quatrième victoire en Suède et la deuxième consécutive de la saison, Loeb sécurisant quant à lui sa place sur le podium : « Jusqu'au départ de la dernière spéciale, nous avons tout essayé, vraiment tout ! Aujourd'hui, Marcus était le plus fort. Ce matin, lorsque sa voiture a connu un problème et que nous sommes revenus à moins de quinze secondes, nous avons tenté un choix de pneus osé. De la sorte, nous n'avons pas de regrets. »,,.
| Étape   | Jour  | E.S. | Heure   | Nom              | Distance | Clas. Spé. | Temps         | Vit. Moy.  | Clas. |
| ------- | ----- | ---- | ------- | ---------------- | -------- | ---------- | ------------- | ---------- | ----- |
| Étape 1 | 3 fév | SS1  | 8 h 01  | Fredriksberg 1   | 18,13 km | 2e         | 10 min 28 s 5 | 103,8 km/h | 2e    |
| Étape 1 | 3 fév | SS2  | 9 h 01  | Lejen 1          | 26,46 km | 2e         | 14 min 27 s 1 | 109,9 km/h | 2e    |
| Étape 1 | 3 fév | SS3  | 12 h 09 | Fredriksberg 2   | 18,13 km | 6e         | 10 min 34 s 8 | 102,8 km/h | 2e    |
| Étape 1 | 3 fév | SS4  | 13 h 09 | Lejen 2          | 26,46 km | 1er        | 14 min 24 s 4 | 110,2 km/h | 2e    |
| Étape 1 | 3 fév | SS5  | 15 h 49 | Vargåsen 1       | 39,95 km | 1er        | 20 min 40 s 5 | 115,9 km/h | 2e    |
| Étape 1 | 3 fév | SS6  | 17 h 07 | Hagfors Sprint 1 | 1,87 km  | 1er        | 1 min 54 s 7  | 58,7 km/h  | 2e    |
| Étape 2 | 4 fév | SS7  | 8 h 00  | Hara 1           | 11,31 km | 4e         | 6 min 09 s 7  | 110,1 km/h | 2e    |
| Étape 2 | 4 fév | SS8  | 9 h 06  | Sundsjön 1       | 20,78 km | 2e         | 11 min 10 s 2 | 111,6 km/h | 2e    |
| Étape 2 | 4 fév | SS9  | 11 h 37 | Likenäs          | 21,78 km | 2e         | 12 min 23 s 0 | 105,5 km/h | 2e    |
| Étape 2 | 4 fév | SS10 | 12 h 34 | Hara 2           | 11,31 km | 2e         | 6 min 02 s 7  | 112,3 km/h | 2e    |
| Étape 2 | 4 fév | SS11 | 13 h 49 | Sundsjön 2       | 20,78 km | 2e         | 11 min 06 s 9 | 112,2 km/h | 2e    |
| Étape 2 | 4 fév | SS12 | 15 h 39 | Vargåsen 2       | 39,95 km | 1er        | 20 min 43 s 8 | 115,6 km/h | 2e    |
| Étape 2 | 4 fév | SS13 | 16 h 57 | Hagfors Sprint 2 | 1,87 km  | 1er        | 2 min 00 s 7  | 55,8 km/h  | 2e    |
| Étape 3 | 5 fév | SS14 | 7 h 58  | Lesjöfors 1      | 10,48 km | 1er        | 5 min 56 s 3  | 105,9 km/h | 2e    |
| Étape 3 | 5 fév | SS15 | 8 h 30  | Rämmen 1         | 23,35 km | 1er        | 11 min 49 s 3 | 118,5 km/h | 2e    |
| Étape 3 | 5 fév | SS16 | 9 h 21  | Malta 1          | 11,25 km | 1er        | 5 min 47 s 7  | 116,5 km/h | 2e    |
| Étape 3 | 5 fév | SS17 | 11 h 29 | Lesjöfors 2      | 10,48 km | 2e         | 5 min 51 s 4  | 107,4 km/h | 2e    |
| Étape 3 | 5 fév | SS18 | 12 h 01 | Rämmen 2         | 23,35 km | 2e         | 11 min 53 s 5 | 117,8 km/h | 2e    |
| Étape 3 | 5 fév | SS19 | 12 h 52 | Malta 2          | 11,25 km | 6e         | 5 min 57 s 6  | 113,3 km/h | 2e    |

### 20º Corona Rally Guanajuato México
Première manche terre de la saison et première disputée hors d'Europe, le rallye du Mexique se caractérise toujours par les hautes altitudes de son parcours, limitant ainsi de manière significative la puissance des moteurs en raison du manque d'oxygène. Avec l'interdiction des différentiels électroniques en vigueur depuis cette année-là, l'équipe Kronos Racing et Sébastien Loeb durent réajuster l'ensemble des réglages de la Citroën Xsara WRC en conséquence. Cette nécessaire adaptation fit l'objet d'une séance d'essais dédiée en Catalogne quelques semaines avant le départ et au cours de laquelle la motricité fut également optimisée,,. Deuxième à s'élancer dans les spéciales derrière Marcus Grönholm, l'Alsacien subit de la même manière que son rival finlandais les contraintes du balayage à l'entame de la première étape. Bénéficiant d'une position de route plus favorable, Petter Solberg enlève les quatre premiers temps scratchs et se porte en tête en creusant des écarts significatifs. Relégué à plus de trente secondes, Loeb doit attendre les deuxièmes passages de l'après-midi et la modification de ses réglages à l'assistance pour signer deux meilleurs temps consécutifs et revenir ainsi au contact, profitant notamment de l'usure prématurée des pneus du Norvégien en fin de journée : « Ce fut une journée en deux mi-temps très contrastées. À midi, il nous était difficile d'évaluer la part du handicap du balayage dans le temps concédé. Nous avons vu plus clair ensuite. Je suis particulièrement content de la modification de réglages effectuée entre les deux tours et du niveau de performance des BFGoodrich sur terrain chaud et nettoyé. Samedi, nous allons essayer de poursuivre notre remontée. ». Leader du classement mondial, Grönholm commet quant à lui une faute dans le secteur de Ibarrilla en abordant un virage avec une vitesse excessive et part en tonneaux avec sa Ford Focus,,. Troisième du général avant le coup d'envoi de la deuxième étape, Loeb comble le retard de dix secondes qu'il accusait sur Solberg en signant le scratch de la première spéciale. Le champion du monde 2003 réagit en reprenant les commandes du rallye dans le secteur suivant avant que l'Alsacien ne récidive à son tour en s'imposant dans Derramadero pour moins de deux secondes. Le Français explique ce combat serré et ce partage des meilleurs chronos entre lui et son adversaire par le choix des pneumatiques : « Cette boucle se compose de trois spéciales aux caractéristiques très différentes, d'où un choix de pneus et un retaillage qui sont forcément des compromis. Nous étions mieux que Petter dans la première, moins bien que lui dans le sable de Duarte. Quant à la troisième, elle est très différente de ce qu'elle était l'an dernier. Elle était plutôt dure pour les pneus, mais ses deux premiers tiers ont été rechargés en sable et en graviers, peut-être par les services d'entretien. De plus, beaucoup de pierres sont sorties, on trouve sur la route des branches, et quelques animaux en vadrouille. Il faut être très vigilant. Et essayer maintenant, pour la deuxième boucle, de faire le bon choix de pneumatiques. ». Le duel se poursuit à l'entame des deuxièmes passages. Loeb s'impose dans le premier chrono pour seulement trois dixièmes avant de reprendre la tête du classement général dans le suivant sur un écart de cinq secondes. C'est finalement dans l'avant-dernière spéciale de la journée que la victoire se jouera. Lancé à pleine vitesse, le pilote Citroën évite in extremis un troupeau de bétail barrant la route tandis que son adversaire de l'équipe Subaru endommage sa direction assistée après avoir heurté une pierre. Le Scandinave lâche plus de vingt-cinq secondes dans l'incident,,. Avec seulement 60 km de secteurs chronométrés au programme de la dernière étape, l'écart construit la veille par Sébastien Loeb est jugé difficilement surmontable à la régulière. Le Français maintient cependant un rythme offensif en signant la meilleure marque dans León, la spéciale la plus longue du rallye, portant ainsi son avance à près d'une minute. Calé sur les temps intermédiaires de ses adversaires tout au long du parcours restant, il rejoint l'arrivée sans commettre d'erreurs et s'impose pour la première fois de sa carrière au Mexique. Cette première victoire de la saison ajoutée aux déboires de Marcus Grönholm lui permettent également de prendre la tête du classement mondial : « D'abord, c'est la première victoire que j'ai la joie de partager avec l'équipe Kronos. Ensuite, je la cueille dans un rallye où je n'avais guère été heureux jusqu'ici. Troisièmement, il a fallu aller la chercher par une bagarre serrée, ce qui lui donne à mes yeux beaucoup de valeur. Enfin, elle me permet de me replacer au championnat. Bref, que du bonheur. »,,,.
| Étape   | Jour  | E.S. | Heure   | Nom                   | Distance | Clas. Spé. | Temps         | Vit. Moy.  | Clas. |
| ------- | ----- | ---- | ------- | --------------------- | -------- | ---------- | ------------- | ---------- | ----- |
| Étape 1 | 3 mar | SS1  | 9 h 37  | Ibarrilla 1           | 22,40 km | 3e         | 13 min 29 s 4 | 99,6 km/h  | 3e    |
| Étape 1 | 3 mar | SS2  | 11 h 00 | Guanajuato 1          | 28,87 km | 4e         | 17 min 10 s 8 | 100,8 km/h | 4e    |
| Étape 1 | 3 mar | SS3  | 11 h 51 | El Cubilete 1         | 21,61 km | 5e         | 12 min 13 s 4 | 106,1 km/h | 4e    |
| Étape 1 | 3 mar | SS4  | 14 h 28 | Ibarrilla 2           | 22,40 km | 3e         | 13 min 18 s 2 | 101,0 km/h | 3e    |
| Étape 1 | 3 mar | SS5  | 15 h 51 | Guanajuato 2          | 28,87 km | 1er        | 16 min 33 s 9 | 104,6 km/h | 3e    |
| Étape 1 | 3 mar | SS6  | 16 h 42 | El Cubilete 2         | 21,61 km | 1er        | 11 min 45 s 4 | 110,3 km/h | 3e    |
| Étape 1 | 3 mar | SS7  | 19 h 17 | Nextel Superspecial 1 | 4,42 km  | 3e         | 3 min 23 s 2  | 78,3 km/h  | 3e    |
| Étape 2 | 4 mar | SS8  | 10 h 08 | El Zauco 1            | 25,22 km | 1er        | 16 min 30 s 4 | 91,7 km/h  | 1er   |
| Étape 2 | 4 mar | SS9  | 11 h 26 | Duarte 1              | 23,75 km | 2e         | 18 min 11 s 6 | 78,3 km/h  | 2e    |
| Étape 2 | 4 mar | SS10 | 12 h 17 | Derramadero 1         | 23,27 km | 1er        | 14 min 03 s 6 | 99,3 km/h  | 2e    |
| Étape 2 | 4 mar | SS11 | 15 h 10 | El Zauco 2            | 25,22 km | 1er        | 16 min 21 s 4 | 92,5 km/h  | 2e    |
| Étape 2 | 4 mar | SS12 | 16 h 28 | Duarte 2              | 23,75 km | 1er        | 17 min 44 s 0 | 80,4 km/h  | 1er   |
| Étape 2 | 4 mar | SS13 | 17 h 19 | Derramadero 2         | 23,27 km | 1er        | 13 min 50 s 1 | 100,9 km/h | 1er   |
| Étape 2 | 4 mar | SS14 | 19 h 49 | Nextel Superspecial 2 | 4,42 km  | 1er        | 3 min 21 s 7  | 78,9 km/h  | 1er   |
| Étape 3 | 5 mar | SS15 | 8 h 28  | León                  | 37,99 km | 1er        | 25 min 32 s 1 | 89,3 km/h  | 1er   |
| Étape 3 | 5 mar | SS16 | 10 h 11 | Silao                 | 18,10 km | 3e         | 10 min 22 s 1 | 104,7 km/h | 1er   |
| Étape 3 | 5 mar | SS17 | 11 h 26 | Nextel Superspecial 3 | 4,42 km  | 3e         | 3 min 17 s 5  | 80,6 km/h  | 1er   |

### 42º MoviStar RallyRACC Catalunya – Costa Daurada
Arborant un tracé pratiquement inchangé par rapport à celui de l'édition précédente, le rallye de Catalogne retrouve cette année-là une position printanière dans le calendrier qu'il avait délaissée depuis 2003. Réputée être la plus typée circuit des épreuves asphalte, la manche ibérique offre un ruban lisse et propre dont les virages sont bordés de cordes profondes et piégeuses. Afin de réadapter à cette surface la Citroën Xsara WRC, désormais munie de différentiels mécaniques, et de tester les nouvelles gommes fournies par BFGoodrich, l'équipe Kronos Racing organisa une séance d'essais dans la région de Vic quelques semaines avant le départ,,. Distancé lors du coup d'envoi par Marcus Grönholm, auteur des trois premiers temps scratchs, Sébastien Loeb effectue un début de course en demi-teinte, gêné par des problèmes de freins et un Set-Up qui se révélera inadapté : « Je n'étais pas à l'aise à cause d'une pédale de frein inconstante. Surement un défaut de matière dans les plaquettes. ». Accusant plus de dix secondes de retard à la mi-journée, l'Alsacien profite de l'assistance pour faire modifier les réglages de sa voiture et signe son premier temps de référence du rallye dans le deuxième passage de la spéciale El Montmell. Mais le duel qui semblait se dessiner face à Grönholm prend brusquement fin dès le secteur suivant. Alors en tête sur la fiche des temps partiels, Loeb enregistre un deuxième scratch consécutif au moment où son rival finlandais accuse un déficit de plus d'une minute, victime de problèmes de turbo sur sa Focus. Le Français rejoint finalement le parc fermé de fin d'étape en tête du classement général devant ses deux coéquipiers espagnols Dani Sordo et Xavier Pons : « C'est dommage pour la bagarre. Comme toujours avec lui, elle était très excitante et vraiment sympa. Cela dit, je ne vais pas me plaindre. D'autant qu'il reste du chemin jusqu'à l'arrivée, et que je vais devoir rouler vite. J'ai derrière moi deux petits jeunes aux dents longues. Dani n'est pas très loin, il n'est pas concerné par le championnat Constructeurs, il peut donc attaquer à sa guise… »,,. Désireux d'éviter toute prise de risques et d'assurer une première place qui lui permettrait de creuser l'écart en matière de points au championnat Pilotes, il décide de réduire son rythme à l'entame de la deuxième journée et de gérer son avance acquise la veille : « Il y avait beaucoup de pierres. Ça ne valait pas la peine de prendre trop de risques car n'importe quelle pierre pouvait endommager la voiture. Je ne comprends pas pourquoi des pilotes passent sur le côté au lieu de rester au milieu de la route. Tout ce qu'ils font, c'est rapporter de la poussière sur la trajectoire. Dans ces conditions, je ne prends aucun risque. ». Il s'impose néanmoins dans les deux passages de la spéciale Margalef - La Palma d´Ebre pour répondre à la pression exercée par son jeune coéquipier et local de l'épreuve Dani Sordo, Xavier Pons étant pour sa part sorti de la route, mettant un terme aux espoirs de triplé de Marc Van Dalen,,. Titulaire d'une avance de plus de deux minutes sur le premier pilote membre d'une équipe adverse, Loeb parcourt les quatre secteurs composant la dernière étape en assurant ses trajectoires et rallie l'arrivée sans commettre d'erreurs pour signer une deuxième victoire consécutive : « Le début de course fut difficile. J'ai vraiment dû attaquer fort pour rester au contact de Grönholm. Après son problème mécanique, je n'avais plus qu'à contrôler la course. J'ai peut être choisi des gommes un peu dures pour la deuxième boucle du vendredi. Je suis heureux de remporter pour la deuxième fois ce rallye que j'apprécie. Je l'apprécierais plus encore si le problème des cordes était résolu. J'ai mal pour ma voiture lorsqu'il faut la jeter dans ces trous. Sur le plan du pilotage, je trouve dommage de devoir rétrograder en troisième pour prendre un virage qui se négocierait en cinquième si on gardait les roues sur l'asphalte… ». Les derniers temps scratchs sont monopolisés par Marcus Grönholm qui achève sa remontée sur la dernière marche du podium, limitant ainsi les dégâts occasionnés par son problème de turbo. Deuxième du classement final pour son quatrième rallye au volant de la Xsara, Sordo impressionne quant à lui par sa pointe de vitesse et son intelligence de course. La cérémonie de clôture se voit en revanche annulée en signe de deuil vis-à-vis du copilote allemand Jörg Bastuck, décédé accidentellement lors de la première étape,,,.
| Étape   | Jour   | E.S. | Heure   | Nom                          | Distance | Clas. Spé. | Temps         | Vit. Moy.  | Clas. |
| ------- | ------ | ---- | ------- | ---------------------------- | -------- | ---------- | ------------- | ---------- | ----- |
| Étape 1 | 24 mar | SS1  | 8 h 05  | Querol 1                     | 25,43 km | 2e         | 13 min 42 s 8 | 111,3 km/h | 2e    |
| Étape 1 | 24 mar | SS2  | 8 h 53  | El Montmell 1                | 24,13 km | 2e         | 12 min 36 s 8 | 114,8 km/h | 2e    |
| Étape 1 | 24 mar | SS3  | 12 h 33 | Querol 2                     | 25,43 km | 2e         | 13 min 48 s 2 | 110,5 km/h | 2e    |
| Étape 1 | 24 mar | SS4  | 13 h 21 | El Montmell 2                | 24,13 km | 1er        | 12 min 31 s 8 | 115,5 km/h | 2e    |
| Étape 1 | 24 mar | SS5  | 16 h 31 | Colldejou                    | 26,51 km | 1er        | 15 min 42 s 1 | 101,3 km/h | 1er   |
| Étape 1 | 24 mar | SS6  | 17 h 24 | Riudecaynes                  | 11,60 km | 1er        | 7 min 45 s 3  | 89,7 km/h  | 1er   |
| Étape 2 | 25 mar | SS7  | 7 h 50  | Duesaigües 1                 | 11,50 km | 6e         | 7 min 54 s 1  | 87,3 km/h  | 1er   |
| Étape 2 | 25 mar | SS8  | 8 h 36  | Vilaplana 1                  | 28,32 km | 6e         | 16 min 49 s 4 | 101,0 km/h | 1er   |
| Étape 2 | 25 mar | SS9  | 9 h 59  | Margalef - La Palma d´Ebre 1 | 15,85 km | 1er        | 9 min 35 s 2  | 99,2 km/h  | 1er   |
| Étape 2 | 25 mar | SS10 | 13 h 09 | Duesaigües 2                 | 11,50 km | 5e         | 8 min 08 s 3  | 84,8 km/h  | 1er   |
| Étape 2 | 25 mar | SS11 | 13 h 55 | Vilaplana 2                  | 28,32 km | 4e         | 16 min 50 s 7 | 100,9 km/h | 1er   |
| Étape 2 | 25 mar | SS12 | 15 h 18 | Margalef - La Palma d´Ebre 2 | 15,85 km | 1er        | 9 min 33 s 2  | 99,5 km/h  | 1er   |
| Étape 3 | 26 mar | SS13 | 7 h 53  | El Lloar - La Figuera 1      | 22,43 km | 5e         | 12 min 45 s 3 | 105,5 km/h | 1er   |
| Étape 3 | 26 mar | SS14 | 9 h 05  | Pratdip 1                    | 26,47 km | 3e         | 15 min 45 s 1 | 100,8 km/h | 1er   |
| Étape 3 | 26 mar | SS15 | 11 h 56 | El Lloar - La Figuera 2      | 22,43 km | 9e         | 12 min 50 s 8 | 104,8 km/h | 1er   |
| Étape 3 | 26 mar | SS16 | 13 h 08 | Pratdip 2                    | 26,47 km | 2e         | 15 min 42 s 6 | 101,1 km/h | 1er   |

### 50eTour de Corse – Rallye de France
À l'instar de la manche espagnole, le Tour de Corse retrouve également une position plus en amont dans le calendrier du championnat du monde. Deuxième manche purement asphalte de la saison, ce rallye historique se distingue par des routes sinueuses et étroites, bien souvent enchâssées entre une falaise et un parapet surplombant le vide. Avant le départ, Sébastien Loeb dresse le bilan de ses quatre premiers résultats annuels et estime ne plus disposer de marge avec sa Xsara par rapport à la concurrence en raison de son caractère vieillissant,. L'Alsacien assoit sa domination sur son épreuve nationale en prenant la tête du classement général dès la première spéciale, reléguant l'ensemble du plateau hormis Marcus Grönholm à plus de trente secondes en seulement 30 km. Moins offensif dans le secteur suivant, il se fait devancer par le Finlandais qui parvient ainsi à revenir au contact : « Evidemment, nous sommes partis à bloc. Il valait mieux, non ? La preuve : après avoir devancé Marcus de huit secondes dans la une, j'ai dû prendre le départ de la deux sur un rythme un peu mou. Résultat, même après avoir reçu ses partiels, je n'ai pas réussi à redresser la barre. ». Loeb réagit en enlevant les deux scratchs de la deuxième boucle pour porter son avance à vingt secondes, son rival nordique éprouvant des difficultés à adapter son pilotage aux gommes dures de BFGoodrich,,. L'Alsacien récidive le lendemain, signant le meilleur chrono dans les deux passages de Vico - Plage du Liamone, la spéciale la plus longue du rallye, et double sa marge sur Grönholm au soir de la deuxième étape. Optant pour une prise de risques minimale au regard de sa position, il choisit d'épouser le rythme de son principal poursuivant dans les autres secteurs, laissant Mikko Hirvonen et son coéquipier Dani Sordo s'emparer du haut de la feuille des temps : « J'ai choisi des pneus un peu plus tendres ce matin. Quand ils ont commencé à se dégrader, j'ai calqué ma course sur les temps de Marcus. Il était moins à l'aise qu'hier, donc ça m'a permis de soulager un peu. »,,. Nanti de quarante secondes d'avance à l'entame de la dernière journée de course, Loeb décide de ralentir son rythme et de contrôler l'écart le séparant de ses adversaires. Il s'impose à l'arrivée, signant sa troisième victoire consécutive de la saison et la deuxième en Corse, mais reconnaît que la concurrence exercée par Marcus Grönholm se fait de plus en plus forte sur asphalte. Le Finlandais ne tarit pas non plus d'éloges sur son rival et nourrit l'espoir de pouvoir un jour le surpasser sur le bitume : « Je suis très déçu, mais je ne pouvais pas faire tellement plus. J'ai compris vendredi, quand Sébastien m'avait déjà pris dix-neuf secondes, que j'aurais du mal à revenir sur lui. Le samedi je ne me sentais pas bien, les spéciales étaient très sinueuses et très sales. Je voyais bien qu'il manquait quelque chose, mais je ne sais pas quoi. Je pense que je peux battre Sébastien sur asphalte, mais je ne sais pas quand ni à quel endroit. Et j'espère que je n'aurais pas à dire que Seb était encore fantastique. ». Désormais détenteur d'une avance de onze points au championnat Pilotes, l'Alsacien aborde les deux derniers tiers de la saison, concentrés sur des rallyes terre, avec prudence, conscient du niveau de performance de son adversaire sur cette surface,,,.
| Étape   | Jour  | E.S. | Heure   | Nom                         | Distance | Clas. Spé. | Temps         | Vit. Moy.  | Clas. |
| ------- | ----- | ---- | ------- | --------------------------- | -------- | ---------- | ------------- | ---------- | ----- |
| Étape 1 | 7 avr | SS1  | 9 h 38  | Ampaza - Col St. Eustache 1 | 32,88 km | 1er        | 20 min 45 s 5 | 95,0 km/h  | 1er   |
| Étape 1 | 7 avr | SS2  | 10 h 31 | Aullène - Arbellara 1       | 27,78 km | 2e         | 15 min 53 s 2 | 104,9 km/h | 1er   |
| Étape 1 | 7 avr | SS3  | 14 h 34 | Ampaza - Col St. Eustache 2 | 32,88 km | 1er        | 20 min 48 s 8 | 94,8 km/h  | 1er   |
| Étape 1 | 7 avr | SS4  | 15 h 27 | Aullène - Arbellara 2       | 27,78 km | 1er        | 15 min 51 s 4 | 105,1 km/h | 1er   |
| Étape 2 | 8 avr | SS5  | 9 h 53  | Vico - Plage du Liamone 1   | 34,16 km | 1er        | 24 min 05 s 6 | 85,1 km/h  | 1er   |
| Étape 2 | 8 avr | SS6  | 11 h 31 | Ucciani - Bastellica 1      | 26,20 km | 3e         | 17 min 01 s 8 | 92,3 km/h  | 1er   |
| Étape 2 | 8 avr | SS7  | 14 h 54 | Vico - Plage du Liamone 2   | 34,16 km | 1er        | 24 min 03 s 6 | 85,2 km/h  | 1er   |
| Étape 2 | 8 avr | SS8  | 16 h 32 | Ucciani - Bastellica 2      | 26,20 km | 2e         | 17 min 01 s 5 | 92,3 km/h  | 1er   |
| Étape 3 | 9 avr | SS9  | 8 h 08  | Pénitencier Coti Chiavari 1 | 24,23 km | 1er        | 14 min 43 s 0 | 98,8 km/h  | 1er   |
| Étape 3 | 9 avr | SS10 | 8 h 51  | Pont de Calzola - Agosta 1  | 31,80 km | 3e         | 18 min 58 s 2 | 100,6 km/h | 1er   |
| Étape 3 | 9 avr | SS11 | 11 h 34 | Pénitencier Coti Chiavari 2 | 24,23 km | 4e         | 14 min 51 s 5 | 97,8 km/h  | 1er   |
| Étape 3 | 9 avr | SS12 | 12 h 17 | Pont de Calzola - Agosta 2  | 31,80 km | 2e         | 19 min 01 s 3 | 100,3 km/h | 1er   |

### 26º YPF Rally Argentina
Déplacé trois mois plus tôt dans le calendrier du championnat du monde, le rallye d'Argentine troque cette année-là les conditions hivernales de l'hémisphère sud pour celles plus clémentes du début de l'automne, laissant augurer des pistes plus sèches et la présence de poussière stagnante. Leader du classement mondial, Sébastien Loeb s'interroge ainsi avant le départ sur l'importance du balayage qu'il devra subir en ouvrant la route pendant les 160 km chronométrés que compte la première étape,,. Troisième à l'issue des deux Super-Spéciales d'ouverture, il abandonne plus de vingt secondes dans le premier passage de Ascochinga, victime d'un tête-à-queue, et rétrograde à la septième place du général : « Dans une épingle en première, la voiture a décroché brutalement de l'arrière. Je me suis fait avoir et j'ai été obligé de m'arrêter en travers de la route. ». L'Alsacien hausse alors son rythme pour rattraper le temps perdu et signe le scratch dans les deux secteurs suivants, lui permettant ainsi de revenir au contact de Petter Solberg, deuxième et victime d'une crevaison. Le duel se poursuit entre les deux hommes et le leader Marcus Grönholm. Le Finlandais s'impose dans la sixième spéciale pour porter son avance à plus de douze secondes avant que Loeb ne réplique à son tour dans la suivante. C'est finalement dans le deuxième passage de Capilla del Monte qu'un des tournants du rallye se produit. La transmission de la Ford Focus WRC du pilote nordique rend l'âme, le contraignant à s'arrêter en pleine spéciale et à avoir recours à la règle du Super Rally et ses quinze minutes de pénalité pour repartir le lendemain. En tête du tableau des temps partiels au moment où l'incident s'est produit, Sébastien Loeb hérite des commandes de l'épreuve devant Solberg, dernier pilote à pouvoir lui contester la victoire à la régulière. Le Français parvient à conserver son rang jusqu'au soir de la première étape après avoir failli tout perdre dans le dernier chrono du jour : « Les premiers kilomètres, sablonneux, n'offraient aucun grip et j'ai commis une succession de fautes. Trois fois, je suis allé m'arrêter dans le talus extérieur, et deux fois, j'ai été à la limite du tête-à-queue. J'ai vraiment calmé le jeu. C'est dans des portions de spéciales comme celle-ci que l'on se rend compte de ce qu'apportaient les différentiels pilotés. »,,. Détenteur d'une avance initiale de vingt secondes sur le Norvégien à l'entame de la deuxième journée, il double sa marge à l'issue des deux premiers secteurs, profitant d'un mauvais choix de pneus de la part de son adversaire. Marcus Grönholm opte pour un rythme très offensif et monopolise la quasi-totalité des scratchs de l'étape dans sa tentative de remontée depuis la dix-neuvième place. Se considérant désormais hors d'atteinte à la régulière, Loeb décide d'assurer ses trajectoires sans prendre de risques et cale ses temps sur les partiels de Petter Solberg,. Avec seulement deux spéciales significatives et 40 km à parcourir, le programme de la dernière journée de course n'est pas suffisant pour bouleverser les écarts déjà enregistrés. Le double champion du monde en titre rallie l'arrivée sans commettre d'erreurs et s'impose pour la deuxième fois de sa carrière en Argentine. Il profite également des déboires de Grönholm, dixième du classement final de l'épreuve, pour doubler son avance au classement mondial : « Tout dans ce rallye est emballant. Le décor, les bosses qui jettent la voiture dans des positions impossibles, les passages de gués à haute vitesse et surtout, surtout, l'accueil enthousiaste des fans, les plus chaleureux du monde. Ma Citroën a été aussi performante, constante et fiable que de coutume. Il le fallait, car l'épreuve était très difficile cette année, en raison notamment de la météo. Il y a eu une bonne bagarre le premier jour avec Marcus, qui s'est poursuivie hier avec Petter. Pour toutes ces raisons, remporter cette épreuve est un réel bonheur. »,,,.
| Étape   | Jour   | E.S. | Heure   | Nom                 | Distance | Clas. Spé. | Temps         | Vit. Moy.  | Clas. |
| ------- | ------ | ---- | ------- | ------------------- | -------- | ---------- | ------------- | ---------- | ----- |
| Étape 1 | 27 avr | SS1  | 19 h 05 | Super Especial 1    | 2,20 km  | 2e         | 2 min 26 s 7  | 54,0 km/h  | 2e    |
| Étape 1 | 27 avr | SS2  | 19 h 08 | Super Especial 2    | 2,20 km  | 5e         | 2 min 28 s 5  | 53,3 km/h  | 3e    |
| Étape 1 | 28 avr | SS3  | 8 h 33  | Ascochinga 1        | 23,28 km | 7e         | 15 min 12 s 5 | 91,8 km/h  | 7e    |
| Étape 1 | 28 avr | SS4  | 9 h 36  | Capilla del Monte 1 | 22,95 km | 1er        | 17 min 27 s 0 | 78,9 km/h  | 4e    |
| Étape 1 | 28 avr | SS5  | 10 h 13 | San Marcos 1        | 19,23 km | 1er        | 11 min 39 s 7 | 98,9 km/h  | 3e    |
| Étape 1 | 28 avr | SS6  | 11 h 46 | Cabalango 1         | 14,52 km | 2e         | 9 min 54 s 8  | 87,9 km/h  | 2e    |
| Étape 1 | 28 avr | SS7  | 14 h 44 | La Falda 1          | 11,77 km | 1er        | 7 min 34 s 9  | 93,1 km/h  | 2e    |
| Étape 1 | 28 avr | SS8  | 15 h 29 | Capilla del Monte 2 | 22,95 km | 1er        | 17 min 10 s 8 | 80,2 km/h  | 1er   |
| Étape 1 | 28 avr | SS9  | 16 h 06 | San Marcos 2        | 19,23 km | 2e         | 11 min 30 s 9 | 100,2 km/h | 1er   |
| Étape 1 | 28 avr | SS10 | 16 h 59 | La Cumbre 1         | 21,37 km | 4e         | 18 min 32 s 9 | 69,1 km/h  | 1er   |
| Étape 2 | 29 avr | SS11 | 8 h 07  | La Falda 2          | 11,77 km | 2e         | 7 min 50 s 9  | 90,0 km/h  | 1er   |
| Étape 2 | 29 avr | SS12 | 8 h 48  | La Cumbre 2         | 21,37 km | 3e         | 18 min 25 s 5 | 69,6 km/h  | 1er   |
| Étape 2 | 29 avr | SS13 | 9 h 41  | Ascochinga 2        | 23,28 km | 3e         | 15 min 12 s 2 | 91,9 km/h  | 1er   |
| Étape 2 | 29 avr | SS14 | 11 h 24 | Cabalango 2         | 14,52 km | 1er        | 9 min 46 s 7  | 89,09 km/h | 1er   |
| Étape 2 | 29 avr | SS15 | 14 h 42 | Santa Rosa 1        | 21,40 km | 3e         | 13 min 12 s 5 | 97,2 km/h  | 1er   |
| Étape 2 | 29 avr | SS16 | 15 h 35 | Las Bajadas         | 16,35 km | 4e         | 8 min 54 s 3  | 110,2 km/h | 1er   |
| Étape 2 | 29 avr | SS17 | 16 h 21 | Amboy               | 20,29 km | 2e         | 10 min 35 s 9 | 114,9 km/h | 1er   |
| Étape 2 | 29 avr | SS18 | 17 h 26 | Santa Rosa 2        | 21,40 km | 3e         | 13 min 06 s 9 | 97,9 km/h  | 1er   |
| Étape 3 | 30 avr | SS19 | 9 h 43  | Mina Clavero        | 20,70 km | 4e         | 17 min 10 s 7 | 72,3 km/h  | 1er   |
| Étape 3 | 30 avr | SS20 | 10 h 33 | El Cóndor           | 16,81 km | 3e         | 13 min 47 s 1 | 73,2 km/h  | 1er   |
| Étape 3 | 30 avr | SS21 | 13 h 05 | Super Especial 3    | 2,20 km  | 4e         | 2 min 25 s 4  | 54,5 km/h  | 1er   |
| Étape 3 | 30 avr | SS22 | 13 h 08 | Super Especial 4    | 2,20 km  | 3e         | 2 min 24 s 5  | 54,8 km/h  | 1er   |

### 3º Rally d'Italia-Sardegna
Les organisateurs du rallye de Sardaigne présentent une nouvelle fois un parcours quasi entièrement renouvelé pour cette troisième édition de l'héritier du Sanremo en championnat du monde. Le caractère abrasif parsemé de portions plus roulantes demeure pour cette première épreuve européenne sur terre de la saison,. Leader du classement mondial, Sébastien Loeb doit ouvrir la route pour ses adversaires lors de la première étape et ainsi subir les effets du balayage, significatif sur ce type de terrain. Il concède plus de quarante secondes sur les trois spéciales de la première boucle, toutes remportées par Marcus Grönholm désormais seul aux commandes du rallye : « Il y a beaucoup de couche meuble à déblayer. C'est la rançon lorsqu'on est en tête du championnat, et comme je l'ai souvent dit, j'aime bien être en tête du championnat. Donc je ne me plains pas du balayage. Marcus qui balaie aussi semble être parti à fond et s'en est étonnamment bien sorti, puisqu'il a réalisé à trois reprises la meilleure performance. Nous avions les mêmes pneus. ». L'Alsacien doit attendre les deuxièmes passages, sur un sol nettoyé mais plus dur et cassant, pour enregistrer ses premiers scratchs et pouvoir reprendre du temps sur le pilote Ford. Mais le niveau de performance du Finlandais limite sa contre-attaque à un gain de cinq secondes sur son retard effectif, les deux hommes faisant même jeu égal dans le dernier secteur du jour : « J'étais curieux de connaître le verdict du deuxième tour, sur des routes balayées devenues très abrasives. Nous avons remporté deux des trois spéciales et repris cinq secondes. Samedi, à conditions de route égales, il y a donc quelque chose à tenter. Nous allons tout faire pour grignoter l'écart. Ce devrait être une belle bagarre comme nous les aimons, Marcus et moi. »,,. Le duel reprend à l'entame de la deuxième étape avec un scratch de Grönholm dans le premier secteur, une seconde plus rapide que Loeb. Mais le Finlandais anéantit définitivement ses chances de victoire dans la spéciale de Monte Lerno. Au moment d'aborder un virage sur un angle d'attaque offensif, il percute une pierre camouflée dans la corde. Le choc transperce le protège-carter et l'arrivée d'huile, le contraignant ainsi à l'abandon. Deux fois victime d'un tel incident lors de la saison 2004, Sébastien Loeb heurte également la même pierre avant le passage de son rival mais en ressort cette fois-ci sans dégâts notables : « Dans un gauche précédant une épingle droite, il y avait une grosse pierre enchâssée à la corde. Elle a tapé très fort sous la voiture. J'ai repensé aux incidents semblables qui m'avaient stoppés au Mexique et en Catalogne 2004. Mais je savais aussi que, par rapport à ces épisodes, j'avais tapé du bon côté, sous la boîte de vitesses et non sous le moteur. L'examen de la voiture en sortie de spéciale m'a rassuré. J'ai appris ensuite que Marcus avait été apparemment victime de la même pierre et avait stoppé. ». Désormais en tête, le Français signe quatre scratchs supplémentaires et porte son avance à plus de deux minutes sur son plus proche poursuivant, Mikko Hirvonen, victime d'un tête-à-queue ayant plié sa roue arrière droite dans la neuvième spéciale,,. Inatteignable à la régulière, il parcourt les 80 km composant la dernière étape sur un rythme prudent, sans commettre d'erreur, et décroche la cinquième victoire consécutive de sa saison, la deuxième en Sardaigne. C'est également sur ce vingt-cinquième succès en championnat du monde que son copilote Daniel Elena dépasse le record de l'Espagnol Luís Moya : « Cette victoire est très intéressante dans l'optique du championnat. Je disais avant cette course à quel point je restais méfiant. Le début de course a montré que nos adversaires, et particulièrement Marcus, sont bel et bien là, même s'ils n'ont pas actuellement la réussite avec eux. »,,,.
| Étape   | Jour   | E.S. | Heure   | Nom           | Distance | Clas. Spé. | Temps         | Vit. Moy.  | Clas. |
| ------- | ------ | ---- | ------- | ------------- | -------- | ---------- | ------------- | ---------- | ----- |
| Étape 1 | 19 mai | SS1  | 8 h 46  | Terranova 1   | 24,10 km | 5e         | 17 min 24 s 9 | 83,0 km/h  | 5e    |
| Étape 1 | 19 mai | SS2  | 9 h 58  | Onanì 1       | 18,46 km | 5e         | 12 min 57 s 5 | 85,5 km/h  | 4e    |
| Étape 1 | 19 mai | SS3  | 11 h 10 | Siniscola 1   | 22,25 km | 3e         | 17 min 40 s 2 | 75,6 km/h  | 3e    |
| Étape 1 | 19 mai | SS4  | 14 h 36 | Terranova 2   | 24,10 km | 1er        | 16 min 32 s 4 | 87,4 km/h  | 2e    |
| Étape 1 | 19 mai | SS5  | 15 h 48 | Onanì 2       | 18,46 km | 1er        | 12 min 27 s 4 | 88,9 km/h  | 2e    |
| Étape 1 | 19 mai | SS6  | 17 h 00 | Siniscola 2   | 22,25 km | 2e         | 17 min 12 s 9 | 77,5 km/h  | 2e    |
| Étape 2 | 20 mai | SS7  | 9 h 30  | Loelle 1      | 25,20 km | 2e         | 15 min 31 s 9 | 97,3 km/h  | 2e    |
| Étape 2 | 20 mai | SS8  | 10 h 28 | Monte Lerno 1 | 31,20 km | 1er        | 20 min 32 s 8 | 91,1 km/h  | 1er   |
| Étape 2 | 20 mai | SS9  | 11 h 13 | Su Filigosu 1 | 12,27 km | 1er        | 8 min 17 s 8  | 88,7 km/h  | 1er   |
| Étape 2 | 20 mai | SS10 | 14 h 40 | Loelle 2      | 25,20 km | 4e         | 15 min 29 s 4 | 97,6 km/h  | 1er   |
| Étape 2 | 20 mai | SS11 | 15 h 38 | Monte Lerno 2 | 31,20 km | 1er        | 20 min 12 s 7 | 92,6 km/h  | 1er   |
| Étape 2 | 20 mai | SS12 | 16 h 23 | Su Filigosu 2 | 12,27 km | 1er        | 8 min 06 s 1  | 90,9 km/h  | 1er   |
| Étape 3 | 21 mai | SS13 | 7 h 49  | S. Giacomo 1  | 13,46 km | 2e         | 10 min 10 s 2 | 79,4 km/h  | 1er   |
| Étape 3 | 21 mai | SS14 | 8 h 40  | La Prugnola 1 | 9,59 km  | 2e         | 5 min 00 s 3  | 115,0 km/h | 1er   |
| Étape 3 | 21 mai | SS15 | 9 h 17  | Campovaglio 1 | 15,92 km | 1er        | 10 min 53 s 4 | 87,7 km/h  | 1er   |
| Étape 3 | 21 mai | SS16 | 10 h 48 | La Prugnola 2 | 9,59 km  | 4e         | 4 min 51 s 6  | 118,4 km/h | 1er   |
| Étape 3 | 21 mai | SS17 | 11 h 25 | Campovaglio 2 | 15,92 km | 1er        | 10 min 40 s 1 | 89,5 km/h  | 1er   |
| Étape 3 | 21 mai | SS18 | 12 h 32 | S. Giacomo 2  | 13,46 km | 8e         | 10 min 17 s 3 | 78,5 km/h  | 1er   |

### 53rd BP Ultimate Acropolis Rally of Greece
Dernière épreuve avant la mi-saison et une pause estivale de plus de deux mois, le rallye de l'Acropole subit cette année de profonds bouleversements dans son organisation avec le déplacement du centre névralgique de l'événement de Lamía vers Athènes. L'ensemble du tracé s'en retrouve renouvelé, avec la présence de spéciales restées inédites en championnat du monde depuis la décennie 1990, mais conserve le caractère abrasif et cassant dont est issue la réputation de la manche hellénique,,. Vainqueur de la Super-Spéciale d'ouverture organisée dans l'enceinte du Stade olympique d'Athènes, Sébastien Loeb subit dès le lendemain les contraintes du balayage dues à sa position d'ouvreur. Il concède plus de vingt secondes dans la première boucle sur Marcus Grönholm, leader et auteur de l'ensemble des meilleurs temps, et pointe alors en troisième position derrière la Subaru Impreza de Petter Solberg : « Je ne suis pas surpris. On balaie. Marcus a des conditions à peine meilleures, mais nous avons vu en Sardaigne qu'il réussit à être très rapide dans ce cas de figure. ». Mais contrairement au scénario vécu en Sardaigne, l'Alsacien ne parvient pas à inverser la tendance lors des deuxièmes passages. Il y abandonne quinze secondes supplémentaires au profit du Finlandais, qui poursuit sa série de scratchs, et échoue également dans sa tentative de remontée sur Solberg : « Au premier tour, je savais que j'allais balayer et concéder du temps. Par contre, j'espérais mieux du deuxième tour. Ce n'est pas faute d'avoir essayé ! Je n'avais pas opté pour le nouveau BFGoodrich H2, mais mon choix de pneus m'a semblé bon. J'ai donné tout ce que j'ai pu, mais apparemment je n'étais pas le seul. Pour demain, je dispose avec Petter d'un excellent sparring-partner. Essayer de le passer est la meilleure solution pour me rapprocher de Marcus… De toute façon, je maintiens la pression… »,,. Le duel entre les trois hommes se poursuit le lendemain, chacun disposant désormais de conditions de route similaires. Grönholm réalise le meilleur temps de la première spéciale avant que Loeb ne réplique en reprenant dix secondes dans Kineta, la plus longue du rallye, pour le gain de la deuxième place au détriment de Petter Solberg. Le Norvégien ne parvient plus à suivre le rythme de ses adversaires et décroche progressivement au-delà de la minute dans le classement général. Les deux pilotes de tête font jeu égal dans les deux secteurs suivants, les écarts intermédiaires se limitant à quelques dixièmes, puis le Français récidive dans le second passage de Kineta avec un nouveau scratch lui permettant de revenir à vingt-cinq secondes du Finlandais. C'est finalement dans la dernière spéciale du jour que le tournant du rallye se produit. Victime d'une crevaison, Sébastien Loeb y abandonne plus d'une minute et frôle l'abandon dans la liaison le conduisant au parc fermé avec une Citroën Xsara WRC sur trois roues : « J’ai crevé à l’arrière gauche, en pleine ligne droite, sans rien avoir touché. Deux kilomètres après le départ, le pneu a commencé à vibrer, puis il a fini par éclater. Comme le terrain est vraiment très cassant, je pense que les chocs des spéciales précédentes lui ont été fatals. J’ai attaqué la deuxième partie de la spéciale sur la jante, qui elle aussi a fini par casser. Après la jante, le disque et après le disque, je me suis retrouvé sur le triangle et sur la caisse. Comme la voiture s’appuyait sur le triangle, j’ai arraché la suspension qui a arraché une durite, et j’ai perdu les freins. J’ai fini les derniers kilomètres de la spéciale comme ça. Le plus dur a été de rejoindre l’assistance. On a vite bricolé un truc pour retrouver un peu de freinage avant de repartir en liaison sur trois roues. Mais à force d’avoir un cardan qui tourne dans le vide, le différentiel a commencé à cirer. La voiture roulait de plus en plus en travers. Et c’est là, sur l’autoroute que le deuxième pneu arrière a déchapé pour cause de surchauffe. On s’est arrêté pour changer de roue mais là encore, ça n’a pas été facile, vu qu'il en manquait déjà une de l’autre côté. Quand on montait la voiture, elle tombait du cric. On est arrivé au pointage à trente secondes de la pénalité, sur deux pneus à l’avant et une jante à l’arrière. On a eu de la chance parce qu’on a vraiment tout ruiné derrière. On a usé la jante, le protège carter arrière, après on a attaqué le berceau puis d’autres protections. On n’est pas passé loin du Super Rally. ». Les mécaniciens de Kronos Racing parviennent à réparer les dégâts dans le temps imparti avec le changement de la boîte de vitesses et de l'intégralité du train arrière. L'Alsacien conserve malgré tout sa seconde place, Solberg ayant été contraint à l'abandon en fin d'étape à la suite d'une collision avec la voiture d'un spectateur,. Le retard accumulé sur Marcus Grönholm étant désormais insurmontable à la régulière, il décide de réduire son rythme en conséquence et d'assurer ses trajectoires lors de la troisième et dernière journée. Son rival finlandais s'impose finalement pour la première fois sur terre de la saison, mettant fin à une série de cinq victoires consécutives pour Loeb, mais accuse toujours un retard significatif en termes de points au championnat Pilotes : « Je préfère gagner, mais terminer deuxième ici, après tout ce qui nous est arrivé, c'est bien. Marcus a fait un très beau rallye, il n'a pas fait de faute, et moi j'avais perdu un peu de temps le vendredi, à cause des réglages de la voiture. »,,.
| Étape   | Jour     | E.S. | Heure   | Nom                      | Distance | Clas. Spé. | Temps         | Vit. Moy.  | Clas. |
| ------- | -------- | ---- | ------- | ------------------------ | -------- | ---------- | ------------- | ---------- | ----- |
| Étape 1 | 1er juin | SS1  | 18 h 00 | Athens Olympic Stadium 1 | 2,79 km  | 1er        | 2 min 21 s 4  | 71,0 km/h  | 1er   |
| Étape 1 | 2 juin   | SS2  | 8 h 38  | Imittos 1                | 11,43 km | 3e         | 7 min 09 s 7  | 95,8 km/h  | 2e    |
| Étape 1 | 2 juin   | SS3  | 9 h 56  | Skourta 1                | 23,79 km | 3e         | 14 min 48 s 1 | 96,4 km/h  | 3e    |
| Étape 1 | 2 juin   | SS4  | 11 h 14 | Thiva 1                  | 23,76 km | 4e         | 17 min 26 s 3 | 81,8 km/h  | 3e    |
| Étape 1 | 2 juin   | SS5  | 14 h 20 | Imittos 2                | 11,43 km | 3e         | 7 min 00 s 4  | 97,9 km/h  | 3e    |
| Étape 1 | 2 juin   | SS6  | 15 h 38 | Skourta 2                | 23,79 km | 3e         | 14 min 36 s 3 | 97,7 km/h  | 3e    |
| Étape 1 | 2 juin   | SS7  | 16 h 56 | Thiva 2                  | 23,76 km | 2e         | 16 min 59 s 0 | 83,9 km/h  | 3e    |
| Étape 2 | 3 juin   | SS8  | 8 h 57  | Mandra 1                 | 12,60 km | 2e         | 8 min 53 s 1  | 85,1 km/h  | 3e    |
| Étape 2 | 3 juin   | SS9  | 9 h 50  | Kineta 1                 | 37,33 km | 1er        | 25 min 39 s 1 | 87,3 km/h  | 2e    |
| Étape 2 | 3 juin   | SS10 | 11 h 13 | Psatha 1                 | 17,40 km | 2e         | 11 min 22 s 3 | 91,8 km/h  | 2e    |
| Étape 2 | 3 juin   | SS11 | 14 h 08 | Mandra 2                 | 12,60 km | 2e         | 8 min 43 s 9  | 86,6 km/h  | 2e    |
| Étape 2 | 3 juin   | SS12 | 15 h 01 | Kineta 2                 | 37,33 km | 1er        | 25 min 20 s 2 | 88,4 km/h  | 2e    |
| Étape 2 | 3 juin   | SS13 | 16 h 24 | Psatha 2                 | 17,40 km | 12e        | 12 min 45 s 7 | 81,8 km/h  | 2e    |
| Étape 3 | 4 juin   | SS14 | 7 h 47  | Avlonas 1                | 23,89 km | 4e         | 14 min 20 s 0 | 100,0 km/h | 2e    |
| Étape 3 | 4 juin   | SS15 | 8 h 55  | Agia Sotira 1            | 24,77 km | 6e         | 17 min 20 s 4 | 85,7 km/h  | 2e    |
| Étape 3 | 4 juin   | SS16 | 11 h 35 | Avlonas 2                | 23,89 km | 8e         | 14 min 24 s 3 | 99,5 km/h  | 2e    |
| Étape 3 | 4 juin   | SS17 | 12 h 43 | Agia Sotira 2            | 24,77 km | 6e         | 17 min 19 s 2 | 85,8 km/h  | 2e    |
| Étape 3 | 4 juin   | SS18 | 14 h 15 | Athens Olympic Stadium 2 | 2,79 km  | 3e         | 2 min 24 s 2  | 69,7 km/h  | 2e    |

### 25. OMV ADAC Rallye Deutschland
Dernière manche asphalte de la saison, le rallye d'Allemagne marque également la fin de la pause estivale et le coup d'envoi de la deuxième moitié du championnat. Sur une épreuve dont il a remporté jusque-là toutes les éditions, caractérisée par une météo et des conditions de route souvent imprévisibles, Sébastien Loeb évoque avec une certaine introspection la dernière sortie de la Citroën Xsara WRC sur sa surface de prédilection et assure ne pas être prêt à tout tenter dans la course à la victoire afin de se focaliser sur le titre,,. Sous une pluie torrentielle, l'Alsacien s'empare des commandes du rallye dès la première spéciale et creuse un écart déjà significatif sur ses poursuivants. Son principal rival au championnat Marcus Grönholm ne parvient pas à esquiver les pièges tendus par le tracé germanique et détruit sa suspension arrière gauche en heurtant le bas-côté. Seul l'Espagnol Dani Sordo, sur une autre Xsara, parvient à suivre le rythme dans un premier temps avant que Loeb ne signe un deuxième scratch dans le secteur inédit de Grafschaft Veldenz : « Je savais qu'il était très bon sur asphalte mais je suis un peu surpris de le voir devant les autres malgré la boue et la pluie. Dani est très performant. ». Détenteur d'une marge supérieure à vingt secondes sur son jeune coéquipier au départ de la deuxième boucle, le double champion du monde maintient son offensive et multiplie par deux son avance avant le retour au parc fermé. Les averses intermittentes compliquent quant à elles sévèrement le travail de prévision des ouvreurs ainsi que le choix des pneumatiques : « Il pleuvait au moment du départ d'une spéciale et nous l'avons terminée sur un bitume parfaitement sec. On a eu de bonnes informations concernant les pneus au contraire de Grönholm et des Ford. Il a plu beaucoup plus que ce que l'on pensait et ils n'ont pas bien intégré ce paramètre. Donc on a pu creuser l'écart. Mais il faut rester concentré. Nous non plus, nous ne sommes pas à l'abri d'une faute. »,,. Les intempéries perdurent le lendemain, incitant Loeb à réduire son rythme et à gérer son avance déjà confortable pour éviter de commettre une erreur. Sans consignes d'équipe, Sordo profite de cette occasion pour réduire le retard accumulé sous la barre des vingt-cinq secondes : « Dani attaque vraiment très fort. J'essaie d'attaquer mais c'est piégeux. Ça glisse beaucoup avec la boue et je n'ai pas envie de prendre trop de risques. ». L'Alsacien réagit finalement dans les trois dernières spéciales de la journée pour se reconstituer une marge de sécurité avant l'entame de la dernière étape,,. D'une distance totale insuffisante pour bouleverser la tête du classement à la régulière, la troisième journée voit le statu quo s'installer, Loeb calant son rythme sur les temps partiels de son poursuivant direct. Il rejoint l'arrive sans commettre d'erreurs et décroche sa cinquième victoire consécutive en Allemagne : « J'aime le Deutschland et il me le rend bien. Mais il faut bien avouer qu'avec sa météo traditionnellement complexe, c'est un rallye incroyablement stressant. ». Ce vingt-sixième succès en carrière lui permet d'égaler le record de son ami Carlos Sainz, établi en 2004 lorsque les deux hommes étaient encore coéquipiers au sein de Citroën Sport, et la deuxième place de Dani Sordo offre un nouveau doublé à Kronos Racing et creuse un peu plus l'écart au championnat avec Grönholm,,,,.
| Étape   | Jour    | E.S. | Heure   | Nom                  | Distance | Clas. Spé. | Temps         | Vit. Moy.  | Clas. |
| ------- | ------- | ---- | ------- | -------------------- | -------- | ---------- | ------------- | ---------- | ----- |
| Étape 1 | 11 août | SS1  | 9 h 23  | Ruwertal - Fell 1    | 20,40 km | 1er        | 11 min 44 s 6 | 104,2 km/h | 1er   |
| Étape 1 | 11 août | SS2  | 10 h 06 | Dhrontal 1           | 11,14 km | 2e         | 7 min 20 s 2  | 91,1 km/h  | 1er   |
| Étape 1 | 11 août | SS3  | 10 h 51 | Grafschaft Veldenz 1 | 17,12 km | 1er        | 10 min 49 s 8 | 94,8 km/h  | 1er   |
| Étape 1 | 11 août | SS4  | 11 h 41 | Moselwein 1          | 16,97 km | 3e         | 10 min 29 s 2 | 97,1 km/h  | 1er   |
| Étape 1 | 11 août | SS5  | 14 h 34 | Ruwertal - Fell 2    | 20,40 km | 1er        | 11 min 34 s 3 | 105,8 km/h | 1er   |
| Étape 1 | 11 août | SS6  | 15 h 17 | Dhrontal 2           | 11,14 km | 2e         | 7 min 18 s 6  | 91,4 km/h  | 1er   |
| Étape 1 | 11 août | SS7  | 16 h 02 | Grafschaft Veldenz 2 | 17,12 km | 1er        | 10 min 57 s 9 | 93,7 km/h  | 1er   |
| Étape 1 | 11 août | SS8  | 16 h 52 | Moselwein 2          | 16,97 km | 1er        | 10 min 20 s 4 | 98,5 km/h  | 1er   |
| Étape 2 | 12 aoû  | SS9  | 8 h 36  | Bosenberg 1          | 22,52 km | 3e         | 13 min 12 s 1 | 102,4 km/h | 1er   |
| Étape 2 | 12 aoû  | SS10 | 9 h 44  | Panzerplatte 1       | 30,65 km | 2e         | 18 min 16 s 3 | 100,6 km/h | 1er   |
| Étape 2 | 12 aoû  | SS11 | 12 h 17 | Erzweiler 1          | 18,21 km | 4e         | 10 min 52 s 9 | 100,4 km/h | 1er   |
| Étape 2 | 12 aoû  | SS12 | 12 h 55 | Panzerplatte 2       | 30,65 km | 3e         | 18 min 04 s 5 | 101,7 km/h | 1er   |
| Étape 2 | 12 aoû  | SS13 | 15 h 28 | Erzweiler 2          | 18,21 km | 8e         | 10 min 59 s 7 | 99,4 km/h  | 1er   |
| Étape 2 | 12 aoû  | SS14 | 16 h 31 | Bosenberg 2          | 22,52 km | 3e         | 12 min 48 s 0 | 105,6 km/h | 1er   |
| Étape 2 | 12 aoû  | SS15 | 17 h 19 | OMV SS St. Wendel    | 5,84 km  | 1er        | 3 min 05 s 0  | 113,6 km/h | 1er   |
| Étape 3 | 13 aoû  | SS16 | 8 h 38  | Freisen - Westrich 1 | 19,60 km | 2e         | 11 min 40 s 9 | 100,7 km/h | 1er   |
| Étape 3 | 13 aoû  | SS17 | 9 h 23  | Birkenfelder Land    | 13,68 km | 2e         | 7 min 53 s 3  | 104,1 km/h | 1er   |
| Étape 3 | 13 aoû  | SS18 | 10 h 11 | St. Wendeler Land    | 16,37 km | 4e         | 9 min 12 s 3  | 106,7 km/h | 1er   |
| Étape 3 | 13 aoû  | SS19 | 10 h 44 | Freisen - Westrich 2 | 19,60 km | 4e         | 11 min 54 s 1 | 98,8 km/h  | 1er   |

### 56th Neste Oil Rally Finland
Le duel que se livre Sébastien Loeb et Marcus Grönholm depuis le début de la saison est le centre de l'attention de la plupart des observateurs présents au départ du rallye de Finlande. Après une deuxième place acquise l'année passée, l'Alsacien rêve de s'imposer pour la première fois de sa carrière sur l'épreuve la plus rapide du calendrier, réputée inaccessible aux pilotes non nordiques, et ce face au quintuple vainqueur évoluant à domicile,. Lauréat de la Super-Spéciale d'ouverture, il subit dès les premiers secteurs significatifs du vendredi matin en concédant plus de quinze secondes au Finlandais. Sous une pluie continue, Loeb éprouve des difficultés à s'habituer au terrain, habituellement sec et tassé, transformé en champ de boue et se pose des questions sur l'importance du handicap relatif au balayage : « Honnêtement, il est difficile d'évaluer ce que je perds en ouvrant la route. Ce qui semble sûr, c'est que Marcus est actuellement le plus vite. Nous avons progressivement augmenté le rythme. J'étais un peu sur la défensive, il y avait beaucoup de flaques et de changements d'adhérence, je n'étais pas très confiant. ». Passé l'assistance technique de mi-journée, il réplique et signe deux temps scratchs consécutifs lui permettant de passer devant Petter Solberg et Mikko Hirvonen au classement général : « Je n'ai pas changé grand-chose pour cette deuxième boucle, mais la cadence est meilleure. Il y a moins de boue, d'une part et je me rode au terrain, ce qui n'est pas évident lorsque l'on sort d'un rallye asphalte. ». Les deuxièmes passages de fin de journée obligent les pilotes à emprunter des spéciales jonchées d'ornières creusées dans la boue. Du fait de son rôle d'ouvreur, Loeb lâche du temps en chassant l'eau dont elles sont gorgées et concède quatre secondes à Grönholm dans Vellipohja avant d'en reprendre cinq dans Mökkiperä sur un excès de prudence du Finlandais,,. Séparés de douze secondes au soir de la première étape, les deux hommes poursuivent leur duel le lendemain. Le Scandinave s'impose sur le fil dans la première spéciale du jour avant que le pilote Citroën ne récupère le temps perdu dans la suivante : « Ici, pour lui mettre une seconde et demie dans Ouninpohja, il faut être parfait, ne jamais faire un petit travers de trop. Il faut sauter au maximum des capacités d'absorption de la voiture et quand on est en travers à 200 km/h, il ne faut surtout pas lâcher, sinon c'est mort. ». Mais c'est finalement dans le premier passage de Ouninpohja Itä qu'un point final est mis à leur passe d'armes. Loeb heurte une pierre dans un virage à haute vitesse, détruisant l'une de ses roues sous le choc. Il parvient à rejoindre l'arrivée de la spéciale sur une jante mais abandonne plus de trente secondes dans sa mésaventure : « J'étais à l'attaque et j'ai trop coupé la corde dans un virage. C'était dans un gauche en cinquième, je pensais être sur la bonne trajectoire mais il y avait une pierre et je ne le savais pas. J'ai tapé fort, la pierre a vraiment déchiré le pneu et la voiture s'est mise sur deux roues. On était à cinq kilomètres de l'arrivée. Deux kilomètres plus tard, j'ai déchapé. La bataille est terminée. ». Le Français décide dès lors de réduire son rythme pour se caler sur les temps partiels de son poursuivant direct, le pilote de la deuxième Ford Focus Mikko Hirvonen, avec pour objectif d'assurer sa deuxième place,,. Il parcourt sans nouvel incident les quatre spéciales composant la troisième et dernière étape, dont la distance totale se révèle insuffisante pour remettre en question le classement de tête. Marcus Grönholm s'impose pour la sixième fois sur son rallye national, Loeb sécurisant quant à lui une nouvelle seconde place lui permettant de bénéficier d'une marge de trois victoires d'avance au championnat Pilotes à six manches de la fin de la saison : « Je n'ai pas caché que j'avais très envie de gagner ce rallye et nous n'y sommes pas parvenus. Même s'il n'est pas déshonorant de s'incliner face à Marcus, chez lui, je ressens forcément une petite déception. »,.
| Étape   | Jour   | E.S. | Heure   | Nom                | Distance | Clas. Spé. | Temps         | Vit. Moy.  | Clas. |
| ------- | ------ | ---- | ------- | ------------------ | -------- | ---------- | ------------- | ---------- | ----- |
| Étape 1 | 17 aoû | SS1  | 20 h 00 | Killeri 1          | 2,00 km  | 1er        | 1 min 21 s 4  | 88,5 km/h  | 1er   |
| Étape 1 | 18 aoû | SS2  | 9 h 21  | Lankamaa           | 24,97 km | 4e         | 12 min 12 s 8 | 122,7 km/h | 4e    |
| Étape 1 | 18 aoû | SS3  | 10 h 09 | Laukaa             | 11,81 km | 4e         | 5 min 44 s 4  | 123,4 km/h | 4e    |
| Étape 1 | 18 aoû | SS4  | 11 h 04 | Ruuhimäki          | 7,57 km  | 2e         | 3 min 58 s 1  | 114,5 km/h | 4e    |
| Étape 1 | 18 aoû | SS5  | 13 h 08 | Vellipohja 1       | 36,38 km | 1er        | 17 min 51 s 9 | 122,2 km/h | 2e    |
| Étape 1 | 18 aoû | SS6  | 14 h 17 | Mökkiperä 1        | 12,60 km | 1er        | 6 min 11 s 2  | 122,2 km/h | 2e    |
| Étape 1 | 18 aoû | SS7  | 16 h 36 | Vellipohja 2       | 36,38 km | 2e         | 18 min 10 s 0 | 120,2 km/h | 2e    |
| Étape 1 | 18 aoû | SS8  | 17 h 45 | Mökkiperä 2        | 12,60 km | 1er        | 6 min 20 s 1  | 119,3 km/h | 2e    |
| Étape 1 | 18 aoû | SS9  | 20 h 00 | Killeri 2          | 2,00 km  | 2e         | 1 min 21 s 7  | 88,1 km/h  | 2e    |
| Étape 2 | 19 aoû | SS10 | 7 h 06  | Vaheri             | 19,90 km | 2e         | 9 min 49 s 3  | 121,6 km/h | 2e    |
| Étape 2 | 19 aoû | SS11 | 8 h 20  | Ouninpohja Länsi 1 | 13,97 km | 1er        | 6 min 33 s 0  | 128,0 km/h | 2e    |
| Étape 2 | 19 aoû | SS12 | 8 h 43  | Ouninpohja Itä 1   | 16,54 km | 8e         | 8 min 24 s 1  | 118,1 km/h | 2e    |
| Étape 2 | 19 aoû | SS13 | 11 h 44 | Urria              | 10,00 km | 2e         | 4 min 43 s 2  | 127,1 km/h | 2e    |
| Étape 2 | 19 aoû | SS14 | 13 h 07 | Ouninpohja Länsi 2 | 13,97 km | 2e         | 6 min 31 s 4  | 128,5 km/h | 2e    |
| Étape 2 | 19 aoû | SS15 | 13 h 30 | Ouninpohja Itä 2   | 16,54 km | 2e         | 7 min 53 s 6  | 125,7 km/h | 2e    |
| Étape 2 | 19 aoû | SS16 | 16 h 48 | Moksi - Leustu     | 40,95 km | 3e         | 20 min 39 s 2 | 119,0 km/h | 2e    |
| Étape 2 | 19 aoû | SS17 | 18 h 04 | Himos              | 12,97 km | 3e         | 7 min 13 s 6  | 107,7 km/h | 2e    |
| Étape 3 | 20 aoû | SS18 | 9 h 14  | Kuohu 1            | 7,80 km  | 3e         | 3 min 43 s 9  | 125,4 km/h | 2e    |
| Étape 3 | 20 aoû | SS19 | 10 h 27 | Jukojärvi 1        | 22,30 km | 2e         | 10 min 48 s 2 | 123,9 km/h | 2e    |
| Étape 3 | 20 aoû | SS20 | 11 h 45 | Kuohu 2            | 7,80 km  | 2e         | 3 min 43 s 3  | 125,8 km/h | 2e    |
| Étape 3 | 20 aoû | SS21 | 12 h 58 | Jukojärvi 2        | 22,30 km | 3e         | 10 min 42 s 6 | 124,9 km/h | 2e    |

### 6th Rally Japan

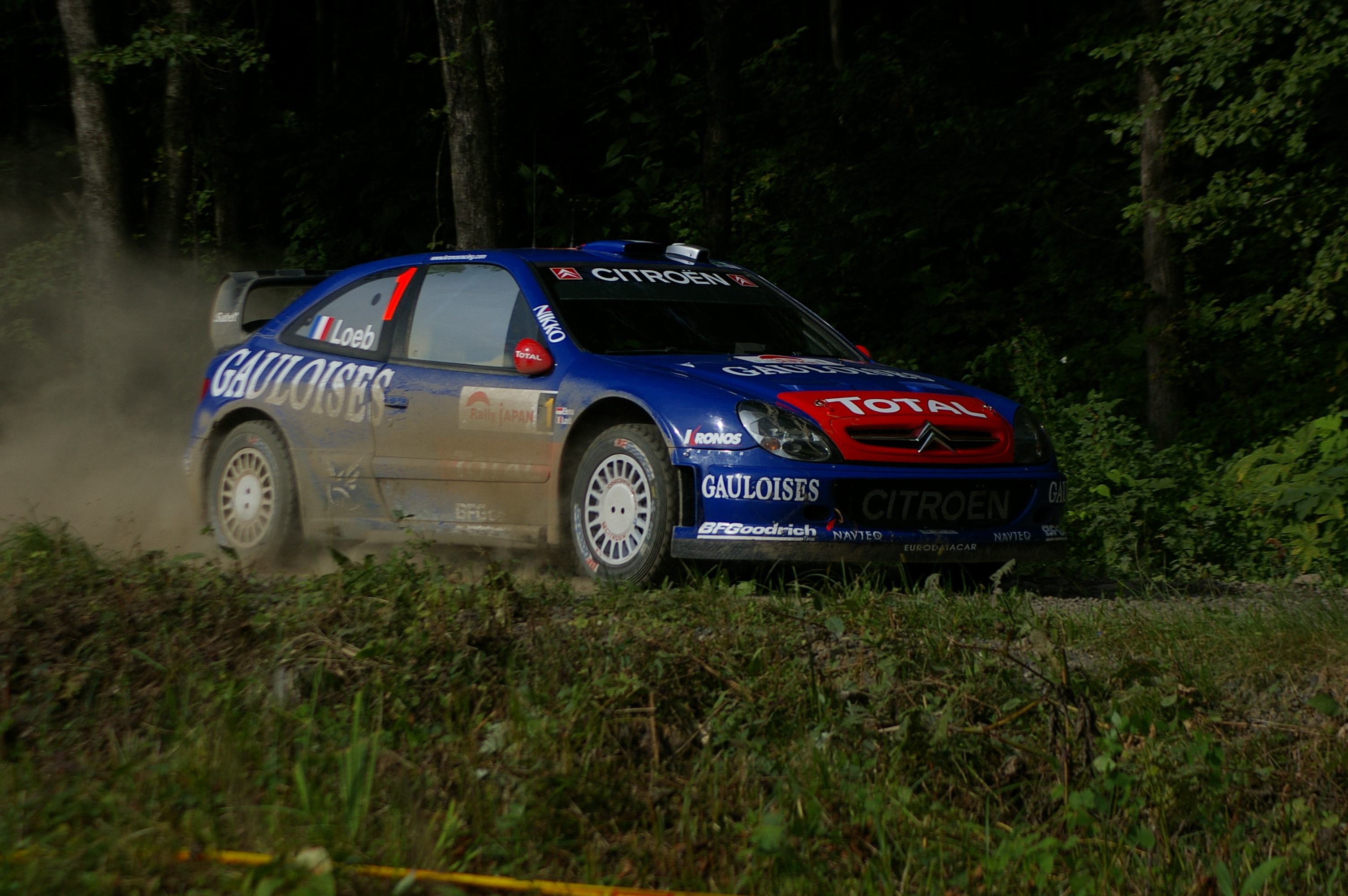
Avec un vingt-septième succès en carrière, acquis au terme d'un duel extrême contre Marcus Grönholm, Sébastien Loeb dépasse le record de victoires en championnat du monde de son ami Carlos Sainz lors du rallye du Japon 2006.

C'est au rallye du Japon que Sébastien Loeb avait remporté son deuxième titre mondial l'année précédente. Avancée d'un mois par rapport à la saison 2005, l'épreuve nippone se caractérise par des pistes très roulantes mais plus étroites qu'en Finlande et dont le revêtement meuble est davantage sujet à des creusements d'ornières du fait des conditions humides dominantes au nord de l'archipel,. Auteur des deux premiers temps scratchs, Marcus Grönholm s'empare des commandes dès le coup d'envoi devant son jeune coéquipier Mikko Hirvonen. Victime d'un handicap du balayage significatif en raison de la présence d'une couche de galets, Loeb prend un départ en retrait avant de s'imposer dans la troisième spéciale, quatre secondes devant son rival Finlandais, pour se hisser en seconde position du classement général. Les deux hommes de tête creusent des écarts importants sur le reste du peloton dans le premier passage de Puray, le plus long du rallye, parcouru dans des conditions boueuses et glissantes. Leur duel se poursuit lors de la deuxième boucle au cours de laquelle ils se partagent à nouveau la totalité des meilleurs chronos avant de rallier le parc fermé au soir de la première étape, séparés de seulement dix secondes : « Avec Marcus, nous avons fait pratiquement jeu égal toute la journée, tant au niveau des chronos que de la prise de risques. Nous sommes tous les deux un peu au-delà des limites du raisonnable pour tenter de faire un écart, mais c'est à toi à moi, sans qu'on puisse expliquer pourquoi l'un ou l'autre va plus vite dans telle ou telle spéciale. »,,. Le lendemain, Loeb parvient à effacer la moitié de son retard dans le premier passage de Niueo avant de se porter en tête du rallye dans le secteur suivant. C'est dans ce dernier que le duel entre les deux champions du monde prend fin. Parti sur un rythme trop offensif, Grönholm craque sous la pression et manque un point de freinage, abandonnant ainsi plus de vingt secondes dans un tête-à-queue avant de commettre une nouvelle faute dans la spéciale suivante. Désormais titulaire d'une avance de plus d'une demi-minute, l'Alsacien poursuit son attaque avec la même intensité et avoue être à son maximum depuis le coup d'envoi. Il rejoint l'assistance de fin d'étape en étant parvenu à maintenir l'écart le séparant de son adversaire mais estime la victoire loin d'être acquise : « Je ne contrôle la situation qu'en gardant ce rythme élevé: vingt-cinq secondes d'avance, c'est suffisant dans certains rallyes, pas ici. Les spéciales de la dernière étape sont très difficiles et il reste près de cent kilomètres chronométrés. »,,. Marcus Grönholm se refuse à abdiquer et poursuit son offensive lors de cette dernière journée. Loeb réduit quant à lui légèrement la prise de risques et tente de se caler sur les temps partiels de son adversaire, mais voit fondre son avance au fur et à mesure des tronçons disputés : « Les spéciales étaient mouillées voire boueuses. J’ai commis quelques petites erreurs dans la première spéciale, et dans la troisième de la boucle, je suis resté à la limite de la zone à risques, car c’est vraiment un chrono très difficile. Comme je m’y attendais, Marcus roule à bloc. Je m’aligne sur lui, avec juste une petite différence : j’ai très envie de remporter ce match et de gagner le rallye, mais encore une fois mon objectif numéro un est de remporter le championnat. ». Le Finlandais s'impose dans quatre d'entre eux mais échoue sur le fil dans sa tentative de remontée, affichant un écart final de cinq secondes le séparant de la première place. Sébastien Loeb remporte quant à lui la manche japonaise pour la première fois de sa carrière, l'une des trois qui manquait encore à son palmarès, et surpasse, avec cette vingt-septième victoire, le précédent record de son ami Carlos Sainz tout en louant la performance de son adversaire : « Cette victoire est l'une de mes plus belles, c'est sûr, parce que ce fut sans doute la plus intense, la plus disputée jusqu'au bout. C'est évidemment une grande satisfaction d'avoir battu le record de Carlos Sainz. Je suis désolé pour lui, car il m'a appris beaucoup de choses et il va peut-être le regretter. Arriver à vingt-sept victoires me fait très plaisir, mais ce qui me réjouit vraiment ici, c'est d'avoir gagné après cette bagarre extrême avec Marcus Grönholm, c'était un match incroyable. Nous avons tout donné. Les titres et les records, c'est super, mais si je cours c'est avant tout pour la passion de la bagarre, pour cette satisfaction, dans chaque spéciale, d'avoir donné le meilleur de moi-même. Je n'en déduis pas pour autant que je suis le meilleur : Carlos évoluait dans un autre contexte, à une période précédente, peut-être avec plus de candidats à la victoire qu'actuellement. Rien n'est comparable. Je suis heureux d'avoir gagné ce duel face à Marcus, mais ça ne veut pas dire pour autant que je suis meilleur que lui. Il a roulé plus vite que moi sur l'ensemble du rallye mais il a fait une erreur, et moi je suis passé au travers. Peut-être ai-je eu un peu plus de chance que lui ? ». Cet hommage trouve aussitôt écho auprès du Scandinave, démontrant le respect unissant les deux hommes « J'ai dit que nous ne prenions pas de risques, mais nous étions en permanence à la limite de la limite. Honnêtement, je ne pensais pas aux points, mais à battre Seb. Normalement, je n'aime pas être second, mais cette fois je dois m'en contenter. Nous avons fait quelques fautes et sans doute une de trop : face à Sébastien Loeb, cela ne pardonne pas. Pour moi, c'est l'adversaire le plus difficile à battre que j'ai dû affronter durant toute ma carrière. Il est clair qu'il mérite de devenir le nouveau recordman mondial. »,,,.
| Étape   | Jour    | E.S. | Heure   | Nom              | Distance | Clas. Spé. | Temps         | Vit. Moy.  | Clas. |
| ------- | ------- | ---- | ------- | ---------------- | -------- | ---------- | ------------- | ---------- | ----- |
| Étape 1 | 1er sep | SS1  | 8 h 03  | Pawse Kamuy 1    | 9,50 km  | 4e         | 4 min 42 s 3  | 121,1 km/h | 4e    |
| Étape 1 | 1er sep | SS2  | 8 h 51  | Rikubetsu 1      | 2,73 km  | 5e         | 2 min 15 s 7  | 72,4 km/h  | 4e    |
| Étape 1 | 1er sep | SS3  | 9 h 27  | Kanna 1          | 13,85 km | 1er        | 8 min 06 s 3  | 102,5 km/h | 2e    |
| Étape 1 | 1er sep | SS4  | 9 h 50  | Puray 1          | 34,95 km | 2e         | 19 min 50 s 7 | 105,7 km/h | 2e    |
| Étape 1 | 1er sep | SS5  | 14 h 23 | Pawse Kamuy 2    | 9,50 km  | 2e         | 4 min 37 s 2  | 123,4 km/h | 2e    |
| Étape 1 | 1er sep | SS6  | 15 h 11 | Rikubetsu 2      | 2,73 km  | 2e         | 2 min 08 s 0  | 76,8 km/h  | 2e    |
| Étape 1 | 1er sep | SS7  | 15 h 47 | Kanna 2          | 13,85 km | 1er        | 7 min 52 s 2  | 105,6 km/h | 2e    |
| Étape 1 | 1er sep | SS8  | 16 h 10 | Puray 2          | 34,95 km | 2e         | 19 min 10 s 8 | 109,3 km/h | 2e    |
| Étape 1 | 1er sep | SS9  | 18 h 45 | Obihiro 1        | 1,29 km  | 1er        | 1 min 14 s 2  | 62,6 km/h  | 2e    |
| Étape 1 | 1er sep | SS10 | 18 h 55 | Obihiro 2        | 1,29 km  | 1er        | 1 min 15 s 0  | 61,9 km/h  | 2e    |
| Étape 2 | 2 sep   | SS11 | 7 h 26  | Emina            | 8,18 km  | 2e         | 5 min 44 s 1  | 85,6 km/h  | 2e    |
| Étape 2 | 2 sep   | SS12 | 8 h 28  | Rikubetsu 3      | 2,73 km  | 3e         | 2 min 08 s 0  | 76,8 km/h  | 2e    |
| Étape 2 | 2 sep   | SS13 | 8 h 53  | Niueo 1          | 20,75 km | 1er        | 12 min 10 s 6 | 102,2 km/h | 2e    |
| Étape 2 | 2 sep   | SS14 | 9 h 25  | Sipirkakim 1     | 22,43 km | 1er        | 12 min 17 s 0 | 109,6 km/h | 1er   |
| Étape 2 | 2 sep   | SS15 | 10 h 35 | Menan            | 16,25 km | 1er        | 10 min 17 s 3 | 94,8 km/h  | 1er   |
| Étape 2 | 2 sep   | SS16 | 14 h 48 | Rikubetsu 4      | 2,73 km  | 4e         | 2 min 06 s 1  | 77,9 km/h  | 1er   |
| Étape 2 | 2 sep   | SS17 | 15 h 13 | Niueo 2          | 20,75 km | 1er        | 11 min 35 s 9 | 107,3 km/h | 1er   |
| Étape 2 | 2 sep   | SS18 | 15 h 45 | Sipirkakim 2     | 22,43 km | 3e         | 12 min 12 s 0 | 110,3 km/h | 1er   |
| Étape 2 | 2 sep   | SS19 | 16 h 55 | Menan Short      | 9,17 km  | 3e         | 5 min 36 s 6  | 98,1 km/h  | 1er   |
| Étape 2 | 2 sep   | SS20 | 18 h 45 | Obihiro 3        | 1,29 km  | 1er        | 1 min 13 s 1  | 63,5 km/h  | 1er   |
| Étape 2 | 2 sep   | SS21 | 18 h 55 | Obihiro 4        | 1,29 km  | 1er        | 1 min 12 s 6  | 64,0 km/h  | 1er   |
| Étape 3 | 3 sep   | SS22 | 7 h 19  | Rera Kamuy       | 8,76 km  | 2e         | 5 min 11 s 7  | 101,2 km/h | 1er   |
| Étape 3 | 3 sep   | SS23 | 7 h 44  | Panke Nikorpet 1 | 17,40 km | 1er        | 9 min 36 s 8  | 108,6 km/h | 1er   |
| Étape 3 | 3 sep   | SS24 | 8 h 20  | Penke 1          | 24,87 km | 2e         | 14 min 49 s 8 | 100,6 km/h | 1er   |
| Étape 3 | 3 sep   | SS25 | 11 h 43 | Panke Nikorpet 2 | 17,40 km | 2e         | 9 min 20 s 3  | 111,8 km/h | 1er   |
| Étape 3 | 3 sep   | SS26 | 12 h 19 | Penke 2          | 24,87 km | 2e         | 14 min 24 s 9 | 103,5 km/h | 1er   |
| Étape 3 | 3 sep   | SS27 | 14 h 09 | Obihiro 5        | 1,29 km  | 2e         | 1 min 11 s 2  | 65,2 km/h  | 1er   |

### 34th Cyprus Rally
Le rallye de Chypre, épreuve la plus lente et la plus cassante de la saison, retrouve une position calendaire de début d'automne qu'il occupait en 2000 lors de sa toute première édition en championnat du monde. Les différents acteurs du WRC s'attendent ainsi à y trouver des températures plus clémentes qu'à l'accoutumée sur un rallye ayant surpassé l'Acropole en termes d'abrasivité. Le contexte d'avant-course est quant à lui effervescent chez Citroën Sport avec la présentation officielle deux semaines auparavant à Saint-Cloud de la nouvelle Citroën C4 WRC, appelée à remplacer la Xsara, et l'annonce de la nomination du jeune Dani Sordo en tant que coéquipier de Sébastien Loeb dans la structure d'usine à compter de 2007,,. La poussière et la présence d'une couche significative de graviers accroissent le handicap du balayage que subit l'Alsacien lors de la première étape. Marcus Grönholm signe les trois premiers scratchs et construit une avance de près de dix-huit secondes sur le Français à l'assistance de mi-journée. L'écart sur les autres pilotes se creuse davantage au cours de la deuxième boucle et un nouveau duel semble se dessiner entre les deux hommes. Après avoir fait jeu égal avec le Finlandais dans la cinquième spéciale, Loeb s'impose pour la première fois depuis le départ dans Kaspouras puis récidive dans les deux derniers secteurs du jour, réduisant ainsi l'intervalle le séparant de son adversaire à moins de sept secondes : « J'ai perdu du temps ce matin en balayant la route. C'est pareil à chaque rallye, Marcus est plus rapide au début et après je le rattrape un petit peu, ça fait une belle bagarre. Ici les spéciales sont très techniques, très sinueuses, il faut être concentré. »,,. Le lendemain, Grönholm prend légèrement le dessus dans les deux premiers chronos avant d'aborder les 30 km de Finí, juge de paix de la deuxième étape. L'intensité de leur affrontement est alors tel que l'écart intermédiaire les séparant à l'arrivée de la spéciale se limite à un dixième tandis que le plus proche de leur poursuivant se retrouve relégué à plus de quarante-cinq secondes. Le duel restera serré et indécis entre les deux pilotes jusqu'au moment d'aborder le deuxième passage de Akrounta. Le Finlandais y commet sa première faute avec un point de corde raté dans un virage lent l'obligeant à effectuer une marche arrière. Revenu à une seconde au classement général, Loeb s'empare des commandes dans le secteur suivant, creusant un écart significatif grâce à un modèle de pneumatiques plus larges et absent du paquetage réglementaire retenu par Grönholm : « Je suis particulièrement content de ma deuxième moitié de journée. Bon, hier, nous avions vu que nous pouvions jouer avec Marcus. La matinée a confirmé cela. Et les BFGoodrich version large, parfaits pour les conditions de route du deuxième passage, nous ont permis de faire la différence. »,,. Titulaire d'une avance supérieure à vingt secondes à l'entame de la dernière étape, il poursuit son offensive en s'en adjugeant sept supplémentaires dans le premier chrono du jour avant de réduire la prise de risques pour se caler sur les temps partiels du Scandinave. La neutralisation de deux des trois spéciales de la deuxième boucle, dont une organisée dans le centre-ville de Limassol que l'Alsacien survola, ne permet dès lors plus aucun bouleversement à la régulière dans le classement de tête. Loeb rallie le parc fermé sans commettre d'erreur, décrochant ainsi une troisième victoire consécutive sur l'Île d'Aphrodite et augmentant suffisamment son avance au championnat Pilotes pour pouvoir espérer conquérir un troisième titre mondial dès la manche suivante : « Huit victoires cette saison, vingt-huit en tout, il y a eu une belle bagarre avec Marcus, c'était sympa. C'était moins dur de le battre ici qu'au Japon, où il y avait beaucoup de tension, beaucoup de stress le dernier jour. Ici, les choses ont tourné en ma faveur mais il ne faut pas grand-chose pour faire la différence. Ils peuvent trouver un détail, nous aussi. À Chypre, les routes ne sont pas les plus belles que j'ai vues jusqu'à maintenant en rallye, mais globalement l'organisateur a fait un effort à ce niveau-là. »,,.
| Étape   | Jour   | E.S. | Heure   | Nom             | Distance | Clas. Spé.        | Temps             | Vit. Moy.         | Clas. |
| ------- | ------ | ---- | ------- | --------------- | -------- | ----------------- | ----------------- | ----------------- | ----- |
| Étape 1 | 22 sep | SS1  | 9 h 43  | Xyliatos 1      | 8,90 km  | 2e                | 7 min 45 s 5      | 68,8 km/h         | 2e    |
| Étape 1 | 22 sep | SS2  | 10 h 04 | Kaspouras 1     | 10,17 km | 2e                | 9 min 18 s 1      | 65,6 km/h         | 2e    |
| Étape 1 | 22 sep | SS3  | 10 h 37 | Asinou 1        | 25,61 km | 2e                | 26 min 54 s 3     | 57,1 km/h         | 2e    |
| Étape 1 | 22 sep | SS4  | 12 h 05 | Kato Amiantos 1 | 11,86 km | 6e                | 9 min 44 s 7      | 73,0 km/h         | 2e    |
| Étape 1 | 22 sep | SS5  | 15 h 03 | Xyliatos 2      | 8,90 km  | 2e                | 7 min 27 s 1      | 71,7 km/h         | 2e    |
| Étape 1 | 22 sep | SS6  | 15 h 24 | Kaspouras 2     | 10,17 km | 1er               | 8 min 56 s 4      | 68,3 km/h         | 2e    |
| Étape 1 | 22 sep | SS7  | 15 h 57 | Asinou 2        | 25,61 km | 1er               | 26 min 07 s 1     | 58,8 km/h         | 2e    |
| Étape 1 | 22 sep | SS8  | 17 h 25 | Kato Amiantos 2 | 11,86 km | 1er               | 9 min 26 s 8      | 75,3 km/h         | 2e    |
| Étape 2 | 23 sep | SS9  | 8 h 38  | Kellaki 1       | 9,48 km  | 2e                | 8 min 04 s 3      | 70,5 km/h         | 2e    |
| Étape 2 | 23 sep | SS10 | 9 h 16  | Akrounta 1      | 7,98 km  | 2e                | 7 min 45 s 8      | 61,7 km/h         | 2e    |
| Étape 2 | 23 sep | SS11 | 10 h 34 | Finí 1          | 30,32 km | 1er               | 26 min 20 s 8     | 69,0 km/h         | 2e    |
| Étape 2 | 23 sep | SS12 | 11 h 32 | Galatareia 1    | 13,32 km | 1er               | 8 min 17 s 8      | 96,3 km/h         | 2e    |
| Étape 2 | 23 sep | SS13 | 14 h 25 | Kellaki 2       | 9,48 km  | 1er               | 8 min 01 s 7      | 70,8 km/h         | 2e    |
| Étape 2 | 23 sep | SS14 | 15 h 03 | Akrounta 2      | 7,98 km  | 1er               | 7 min 35 s 4      | 63,1 km/h         | 1er   |
| Étape 2 | 23 sep | SS15 | 16 h 21 | Finí 2          | 30,32 km | 1er               | 25 min 56 s 1     | 70,1 km/h         | 1er   |
| Étape 2 | 23 sep | SS16 | 17 h 19 | Galatareia 2    | 13,32 km | 1er               | 8 min 09 s 7      | 97,9 km/h         | 1er   |
| Étape 3 | 24 sep | SS17 | 8 h 54  | Vavatsinia 1    | 25,23 km | 1er               | 22 min 24 s 1     | 67,6 km/h         | 1er   |
| Étape 3 | 24 sep | SS18 | 9 h 52  | Machairas 1     | 12,93 km | 2e                | 10 min 58 s 6     | 70,7 km/h         | 1er   |
| Étape 3 | 24 sep | SS19 | 10 h 35 | Lageia          | 8,98 km  | 2e                | 7 min 23 s 1      | 73,0 km/h         | 1er   |
| Étape 3 | 24 sep | SS20 | 12 h 35 | Down Town       | 3,40 km  | Spéciale annulée  | Spéciale annulée  | Spéciale annulée  | 1er   |
| Étape 3 | 24 sep | SS21 | 14 h 03 | Vavatsinia 2    | 25,23 km | Temps forfaitaire | Temps forfaitaire | Temps forfaitaire | 1er   |
| Étape 3 | 24 sep | SS22 | 14 h 56 | Machairas 2     | 12,93 km | 2e                | 10 min 53 s 2     | 71,3 km/h         | 1er   |

### Blessure et forfait en fin de saison

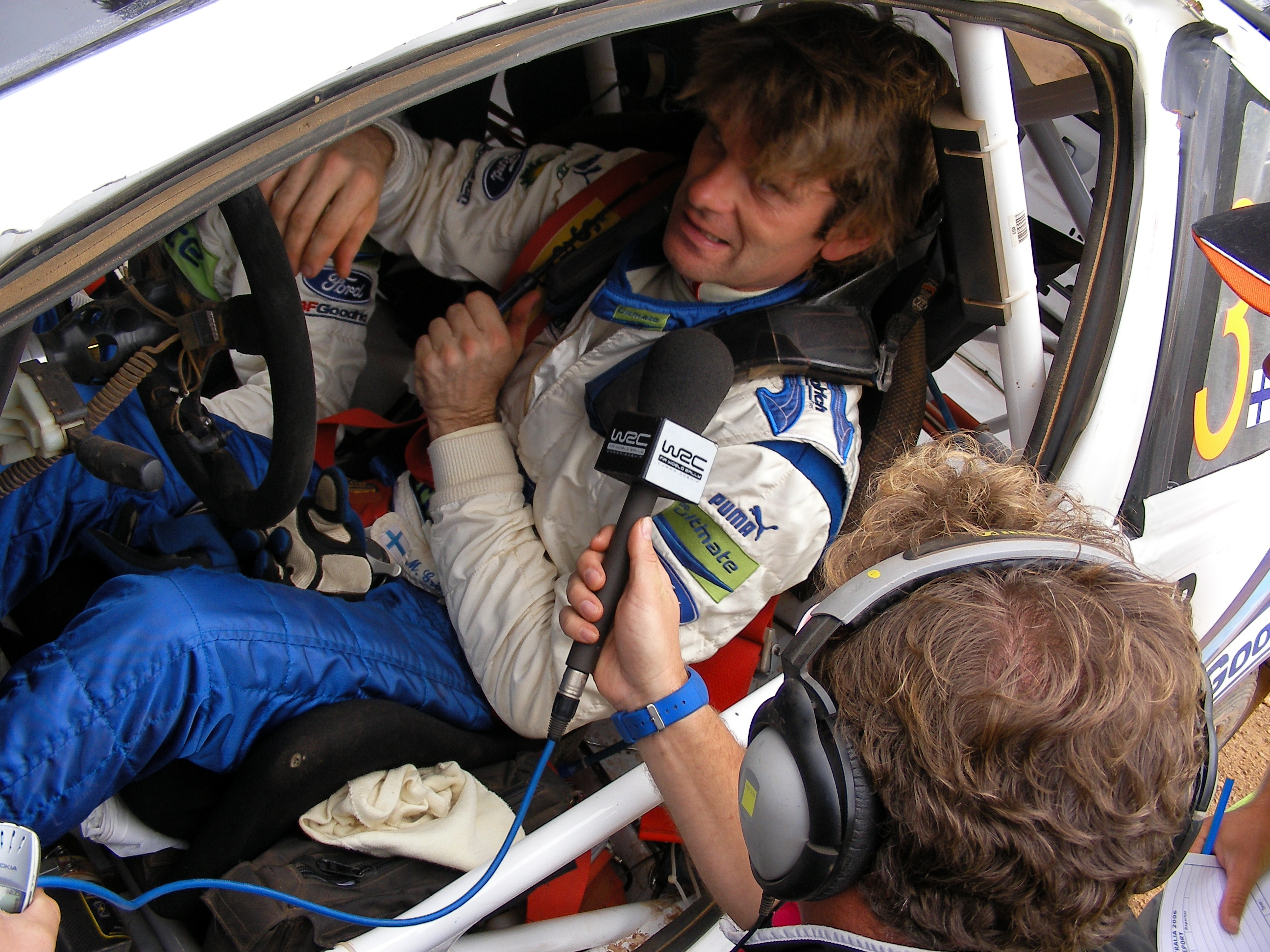
Dernier homme à pouvoir contester mathématiquement le titre à Sébastien Loeb, Marcus Grönholm sait qu'il a perdu toutes ses chances à l'arrivée de la troisième spéciale du rallye d'Australie à la suite d'une sortie de route qui lui coûtera plus de dix minutes.

Titulaire de trente-cinq points d'avance au championnat Pilotes sur son dauphin Marcus Grönholm à quatre rallyes de la fin de la saison, Sébastien Loeb n'a besoin que d'une quatrième place lors de la manche turque pour s'adjuger un troisième titre mondial consécutif. L'Alsacien ayant jusque-là terminé toutes les courses précédentes dans les deux premiers rangs du classement général, cette dernière marche à gravir se voit considérer comme une simple formalité par la plupart des médias observateurs. Mais le 28 septembre 2006, une annonce fait rapidement écho dans la presse révélant que le Français se serait fracturé l'humérus droit lors d'une chute en VTT à proximité de son lieu de résidence en Suisse. Il avouera quelques années plus tard dans son autobiographie Ma ligne de conduite avoir été au guidon d'une moto de marque KTM lors de l'accident puis d'avoir maquillé ce point de détail pour ne pas s'attirer les foudres de son employeur. Opéré en urgence à Lausanne et suivi de près par le professeur Gérard Saillant à la demande de Guy Fréquelin, Loeb se fait poser une plaque vissée sur son épaule et pronostiquer une absence de compétition de plusieurs semaines. Avec le forfait dès lors inévitable de leur pilote vedette pour le rallye de Turquie organisé à la mi-octobre, Kronos Racing et Citroën Sport se mettent précipitamment à la recherche d'une solution de remplacement dans l'optique du championnat Constructeurs mais également pour restreindre au maximum le champ libre consenti à Marcus Grönholm. Le développement de la C4 WRC, dont l'inauguration reste programmée pour le Monte-Carlo 2007, est également compromis et la présence du double champion du monde sur le stand Citroën du Mondial de l'automobile de Paris finalement annulée,,,,,. La nomination du semi-retraité Colin McRae, déjà familiarisé au pilotage de la Xsara grâce à son engagement auprès de la marque aux chevrons en 2003, est officialisé quelques jours plus tard en renfort des Espagnols Dani Sordo et Xavier Pons,,,. Seul homme à pouvoir encore mathématiquement contester le sacre à Sébastien Loeb, Grönholm ne doit pas concéder plus de cinq points sur un score maximum réalisable de quarante au cours des quatre dernières manches de la saison. Sans concurrence significative, il s'impose facilement en Turquie au terme d'une course qui aura douchée les espoirs de retour triomphant du champion du monde 1995, stoppé net dans la dernière spéciale par une panne électrique. Mais le Finlandais met définitivement fin à ses chances lors du rallye d'Australie. Parti à la faute dans la troisième spéciale alors qu'il était en tête, il parvient à poursuivre la course au volant d'une Ford Focus sévèrement endommagée et accuse près de douze minutes de retard au moment d'atteindre l'assistance de mi-journée. Sa tentative de remontée le conduira jusqu'à la cinquième place finale du classement général dont la valeur en termes de points est insuffisante pour pouvoir revenir sur Sébastien Loeb par la suite. Toujours convalescent pour une durée indéterminée lors du départ de la manche australienne, c'est depuis son domicile et à une heure tardive que le Français se voit ainsi sacrer pour la troisième fois consécutive : « À chaud, j'avoue que j'ai un peu de mal à réaliser. Il est encore tôt, en France… Compte tenu de la manière dont cela s'est passé, et du fait que je m'en voulais tout de même un peu de m'être mis moi-même sur la touche, je suis forcément soulagé… Cet objectif de titre au sein d'une équipe privée, même soutenue par Citroën Sport, peu de gens y croyaient. Et nous l'avons fait. Je suis très heureux pour l'équipe Kronos et nos partenaires, notamment BFGoodrich. Grâce à leur travail impeccable, nous avons pu accumuler durant les douze premiers rallyes une avance qui nous permet aujourd'hui de toucher au but. Après l'arrivée, j'ai envoyé un SMS amical à Marcus pour le remercier. Il m'a répondu que les choses étaient mieux ainsi, que je méritais ce titre. Et il m'a aussi prévenu : attention à l'année prochaine… »,,. Ayant atteint son objectif sans avoir eu à reprendre le volant, il confirme son forfait pour les deux derniers rallyes du calendrier, en Nouvelle-Zélande et en Grande-Bretagne, tous deux remportés par Grönholm, afin de se concentrer sur sa rémission. Le titre Constructeurs échappe quant à lui à Kronos Racing au profit de l'écurie Ford qui met fin à une disette datant de 1979,.

### Bilan de la saison
Sébastien Loeb s'adjugea un troisième titre mondial consécutif au terme d'une saison 2006 synthétisée par un mano a mano entre lui et Marcus Grönholm. Séparés par un écart de seulement un point dans le classement final, les deux hommes s'imposèrent sur l'ensemble des rallyes inscrits au calendrier mondial à l'exception de la manche australienne qui déboucha sur le sacre de l'Alsacien et la première victoire de Mikko Hirvonen. Ce nouveau couronnement fut acquis dans des circonstances plus ésotériques que les précédents, avec tout d'abord l'évolution du pilote français au sein de la structure belge privée Kronos Racing pour pallier l'année sabbatique de Citroën Sport, puis le maintien en service de la vieillissante Xsara qu'il conduisit pour la dernière fois de sa carrière en mondial, et enfin son absence dans le dernier quart du championnat pour cause de blessure à l'épaule. Il s'imposa à huit reprises en douze engagements et ne termina aucune course au-delà de la deuxième place, dépassant lors du rallye du Japon le record de victoires de Carlos Sainz. Parallèlement à la compétition, il prit part tout au long de l'année au développement de la nouvelle arme de la marque aux chevrons en vue de son retour programmé en 2007 : la Citroën C4 WRC.
| #     | Rallye                     | Surface          | Départ | Victoire | Podium | Abandon | Points | E.S. Prog. | E.S. Clas. | E.S. Dép. | Scratchs | %Scratchs | E.S. Tête | %E.S. Tête | Clas. |
| ----- | -------------------------- | ---------------- | ------ | -------- | ------ | ------- | ------ | ---------- | ---------- | --------- | -------- | --------- | --------- | ---------- | ----- |
| 1     | Rallye Monte-Carlo         | Asphalte enneigé | ●      |          | ●      |         | 8      | 18         | 18         | 16        | 10       | 62,50 %   | 5         | 27,78 %    | 2e    |
| 2     | Rallye de Suède            | Terre enneigée   | ●      |          | ●      |         | 8      | 19         | 19         | 19        | 8        | 42,11 %   | 0         | 0,00 %     | 2e    |
| 3     | Rallye du Mexique          | Terre rapide     | ●      | ●        | ●      |         | 10     | 17         | 17         | 17        | 9        | 52,94 %   | 7         | 41,18 %    | 1er   |
| 4     | Rallye de Catalogne        | Asphalte         | ●      | ●        | ●      |         | 10     | 16         | 16         | 16        | 5        | 31,25 %   | 12        | 75,00 %    | 1er   |
| 5     | Tour de Corse              | Asphalte         | ●      | ●        | ●      |         | 10     | 12         | 12         | 12        | 6        | 50,00 %   | 12        | 100,00 %   | 1er   |
| 6     | Rallye d'Argentine         | Terre abrasive   | ●      | ●        | ●      |         | 10     | 22         | 22         | 22        | 5        | 22,73 %   | 15        | 68,18 %    | 1er   |
| 7     | Rallye de Sardaigne        | Terre abrasive   | ●      | ●        | ●      |         | 10     | 18         | 18         | 18        | 8        | 44,44 %   | 11        | 61,11 %    | 1er   |
| 8     | Rallye de l'Acropole       | Terre abrasive   | ●      |          | ●      |         | 8      | 18         | 18         | 18        | 3        | 16,67 %   | 1         | 5,56 %     | 2e    |
| 9     | Rallye d'Allemagne         | Asphalte         | ●      | ●        | ●      |         | 10     | 19         | 19         | 19        | 6        | 31,58 %   | 19        | 100,00 %   | 1er   |
| 10    | Rallye de Finlande         | Terre rapide     | ●      |          | ●      |         | 8      | 21         | 21         | 21        | 5        | 23,81 %   | 1         | 4,76 %     | 2e    |
| 11    | Rallye du Japon            | Terre rapide     | ●      | ●        | ●      |         | 10     | 27         | 27         | 27        | 11       | 40,74 %   | 14        | 51,85 %    | 1er   |
| 12    | Rallye de Chypre           | Terre abrasive   | ●      | ●        | ●      |         | 10     | 22         | 22         | 20        | 10       | 50,00 %   | 9         | 40,91 %    | 1er   |
| 13    | Rallye de Turquie          | Terre abrasive   |        |          |        |         | -      | -          | -          | -         | -        | -         | -         | -          | -     |
| 14    | Rallye d'Australie         | Terre rapide     |        |          |        |         | -      | -          | -          | -         | -        | -         | -         | -          | -     |
| 15    | Rallye de Nouvelle-Zélande | Terre rapide     |        |          |        |         | -      | -          | -          | -         | -        | -         | -         | -          | -     |
| 16    | Rallye de Grande-Bretagne  | Terre rapide     |        |          |        |         | -      | -          | -          | -         | -        | -         | -         | -          | -     |
| Total |                            |                  | 12     | 8        | 12     | 0       | 112    | 229        | 229        | 225       | 86       | 38,22 %   | 106       | 46,29 %    | 1er   |

## 24 Heures du Mans

### Résumé

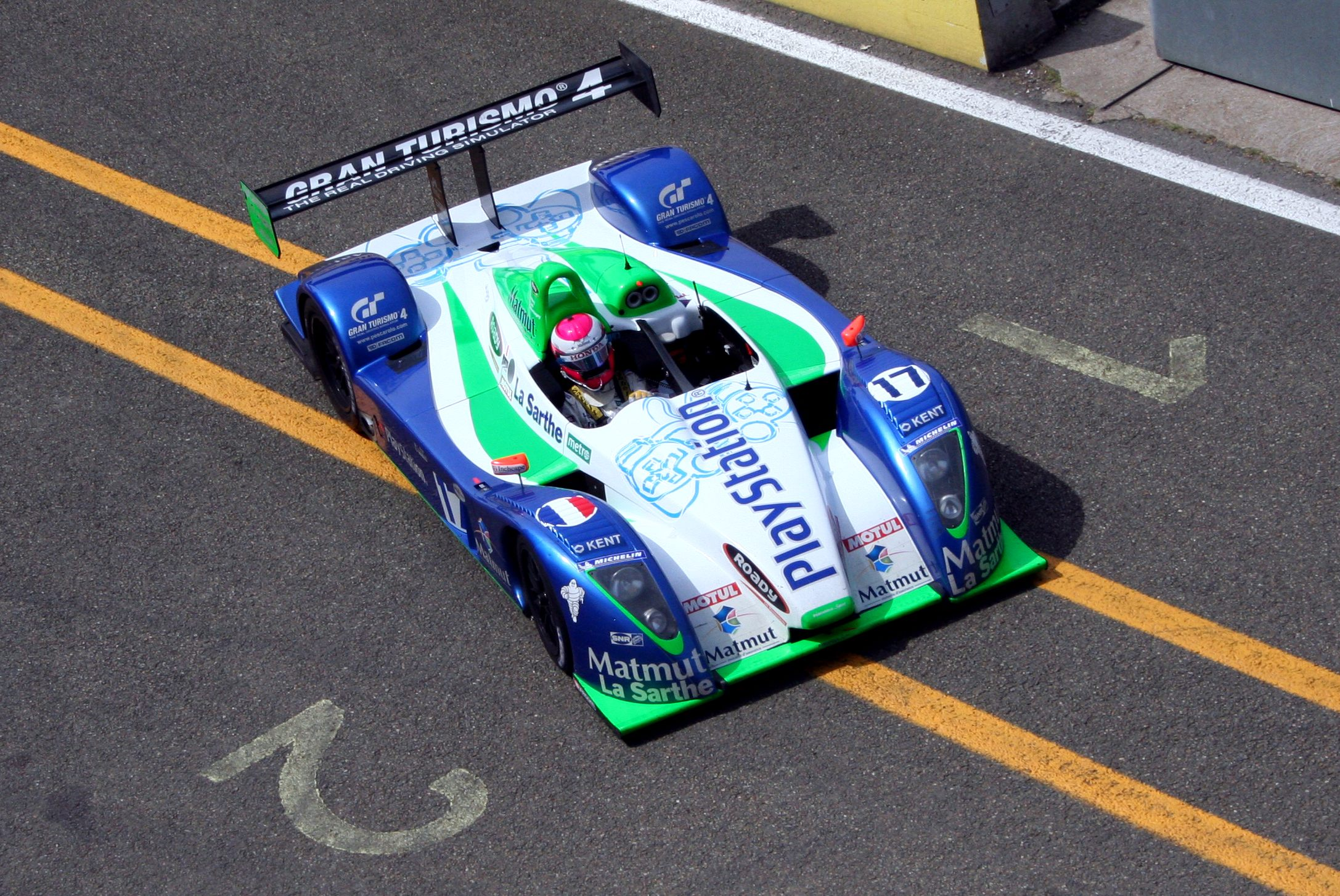
La Pescarolo C60 numéro 17 pilotée par Sébastien Loeb lors de l'édition 2006 des 24 Heures du Mans, ici aux mains de son coéquipier Franck Montagny lors des essais préliminaires du 4 juin.

Un an après des débuts prometteurs sur la plus ancienne course d'endurance du monde, la participation de Sébastien Loeb à l'édition 2006 des 24 Heures du Mans est officiellement confirmée le 18 mars 2006 au Stade de France dans le cadre de la finale du Trophée Andros. C'est au cours de la soirée, qui aura vu le dixième et dernier couronnement d'Yvan Muller dans cette discipline sur glace ainsi que la première présentation au grand public de la Citroën C4 WRC, future arme de la marque aux chevrons pour son retour dans le championnat WRC en 2007, que le double champion du monde des rallyes annonça son deuxième engagement, toujours au sein de l'écurie Pescarolo Sport et avec Éric Hélary en tant que premier pilote confirmé à ses côtés. Le renouvellement de ce partenariat, soutenu par leur sponsor commun PlayStation, fut grandement facilité par la pause estivale de plus de deux mois dans l'agenda de l'Alsacien, entre les manches grecque et allemande. Le Prototype utilisé reste basé sur une Courage C60 assortie d'une nouvelle évolution de son moteur Judd GV5,.
Les premiers essais officiels se déroulent au lendemain du rallye de Catalogne le 27 mars 2006 sur le circuit Paul Ricard. Loeb profite de l'occasion pour se réacclimater à la Pescarolo C60 neuf mois après sa dernière prise en mains, et partage le volant avec son coéquipier Éric Hélary et Érik Comas, titulaire sur la deuxième voiture de l'équipe sarthoise : « J’étais de suite bien installé au volant, dans mon siège moulé de l’an passé. Les réglages étaient aussi les mêmes, cela m’a certainement aidé à retrouver rapidement mes repères. J’y suis allé doucement sur les premiers tours, je ne voulais pas faire d’erreurs. À la fin de mon premier relais, j’ai vu que j’étais presque dans les temps des deux Éric. Je suis allé voir mes acquisitions informatiques pour savoir où je me situais par rapport aux autres pilotes. J’ai vu que Comas passait beaucoup plus vite que moi dans la courbe de Signes, sinon, à part ça, je suis dans les clous. »,. Fin avril, la nomination du pilote de Formule 1 Franck Montagny, comptant déjà six participations au Mans à son actif, achève de dresser les contours de l'équipage auquel sera affecté Sébastien Loeb. L'actuel sociétaire de l'écurie Super Aguri signera le meilleur temps des essais préliminaires grandeur nature organisés sur le circuit de la Sarthe le 4 juin 2006, deux secondes au tour plus vite que les nouvelles Audi R10 à bloc diesel.
Sous une averse orageuse intense, les deux Pescarolo C60 pointent en haut de la feuille des temps de la première séance des qualifications avant de se faire devancer de plus de deux secondes le lendemain sur une piste sèche par leurs rivales allemandes, faute d'avoir pu obtenir un tour dégagé de tout autre concurrent. Elles parviennent néanmoins à se partager la deuxième ligne de la grille définitive, Emmanuel Collard sur la numéro 16 devançant de quatre dixièmes la numéro 17 pilotée par Montagny. Sébastien Loeb retrouve quant à lui peu à peu ses marques et augmente progressivement son niveau de performance dans l'attente du coup d'envoi : « J'ai trouvé un rythme correct, avec des pneus qui avaient déjà fait trente tours. Je suis plus à l'aise que l'année dernière. Certains virages que j'avais du mal à négocier passent nettement mieux. ». Le départ est donné deux jours plus tard, le 17 juin 2006. Parties en troisième et quatrième position, les deux C60 parviennent à tenir leur rang mais peinent à suivre la cadence des Audi, ces dernières bénéficiant en vertu du règlement de l'ACO d'une cylindrée, d'une pression du turbo et d'une bride d'échappement significativement plus importante du fait de leur moteur diesel. C'est finalement en début de soirée que le classement provisoire de la catégorie reine, jusque-là figé, subit les premières altérations. Détentrice de la pole position, la voiture de tête du septuple vainqueur de l'épreuve Tom Kristensen rencontre des problèmes d'injection l'immobilisant aux stands durant plus de vingt minutes et cède les commandes à l'autre équipage de la marque aux anneaux. La Pescarolo C60 numéro 16, héritière de la deuxième place, en abandonnera quant à elle plus de quatre-vingt-dix quelques heures plus tard en raison de coupures moteur à répétition. Désormais titulaire de la seconde position à deux tours de l'Audi R10 numéro 8, la Pescarolo numéro 17 de Sébastien Loeb perd définitivement le contact avec sa rivale aux alentours de 1H30 lorsque Franck Montagny est victime d'une sortie de piste. Bloqué dans un bac à sable, le pilote doit attendre l'aide des commissaires qui lui donneront l'élan nécessaire pour repartir avant de regagner les stands pour procéder au changement des pneus et de certaines pièces de carrosserie. La voiture de l'écurie sarthoise parviendra néanmoins à conserver sa position et à contrôler la remontée de l'Audi numéro 7, permettant ainsi au double champion du monde des rallyes de décrocher le premier podium de sa carrière dans une course internationale disputée sur circuit : « Ce fut un grand moment de sport automobile avec tout ce public venu nous encourager tout le week-end. On s'est battu avec les Audi pendant toute la course. Notre voiture était parfaite, mais quand un constructeur met les moyens pour gagner, il est difficile de s'imposer. Les Audi étaient les plus rapides. Je me sens beaucoup plus fatigué qu'après trois jours de rallye. Un proto a beaucoup plus d'appuis aérodynamiques, c'est plus dur à conduire. À la fin d'une étape, vous savez que vous pouvez aller au lit, vous détendre, et revenir en pleine forme le lendemain, pas au Mans. Mais je me sens très privilégié d'avoir eu l'honneur de faire le dernier relais et de passer sous le drapeau à damiers, c'était un sentiment formidable. Je pense que nous avons fait le meilleur travail possible en terminant entre les deux Audi. C'est un bon résultat pour nous. ». La marque allemande rentre quant à elle dans l'Histoire en devenant le premier constructeur à faire triompher un Prototype équipé d'un moteur diesel au Mans,.

### Résultats détaillés
| Édition | Catégorie | N° | Équipe          | Voiture              | Moteur               | Pneus | Équipiers                     | Qualif. | Tours | Clas. Cat. | Clas. |
| ------- | --------- | -- | --------------- | -------------------- | -------------------- | ----- | ----------------------------- | ------- | ----- | ---------- | ----- |
| 2006    | LMP1      | 17 | Pescarolo Sport | Pescarolo C60 Hybrid | Judd GV5 S2 5.0L V10 | M     | Éric Hélary / Franck Montagny | 4e      | 376   | 2e         | 2e    |

## 33eRallye du Rouergue Aveyron Midi-Pyrénées
Trois semaines après son engagement aux 24 Heures du Mans, Sébastien Loeb profite du temps qu'il lui reste avant la reprise du championnat du monde pour participer au rallye du Rouergue en tant qu'ouvreur de luxe. Au volant d'une Citroën Xsara WRC préparée par PH Sport et initialement dévolue à Patrick Henry qui dut se désister par manque de financement, l'Alsacien accepte l'invitation sur la demande de son épouse Séverine désireuse d'avoir l'occasion de jouer le rôle de copilote aux côtés de son mari. Cet engagement fut le quatrième de Loeb dans cette épreuve asphalte organisée dans l'Aveyron après ceux du début des années 2000 lorsqu'il sillonnait encore les manches du championnat de France des rallyes,.

## Course des Champions

### Résumé
Pour la cinquième année consécutive, Sébastien Loeb répond favorablement, en dépit de sa blessure à l'épaule toujours convalescente, à l'invitation des promoteurs de la Course des Champions, épreuve réunissant plusieurs pilotes iconiques de diverses disciplines des sports mécaniques. Organisé le soir du 16 décembre 2006, l'événement reste une nouvelle fois basé au Stade de France en région parisienne et propose une piste plus longue et plus rapide que celle de l'édition précédente.
La soirée débute par la Nations Cup pour les besoins de laquelle Loeb est affecté à l'équipe PlayStation France aux côtés de Sébastien Bourdais, triple champion en titre de Champ Car. Les tirages au sort obligent les deux hommes à disputer un premier tour préliminaire face à leurs compatriotes de l'équipe Auto Hebdo France. Bourdais prend le dessus sur le décuple vainqueur du Trophée Andros Yvan Muller sur une Porsche 996 GT3 RSR avant que Loeb ne donne la victoire au duo en s'imposant comme l'année précédente face à Stéphane Peterhansel au volant d'une Aston Martin V8 Vantage. Confrontés à l'Espagne en quarts de finale, les deux Sébastien remportent une nouvelle fois chacun leur duel, Bourdais contre le pilote de Rallye-raid Nani Roma et Loeb face à son coéquipier de l'équipe Kronos Racing Dani Sordo. La sélection française rejoint alors l'équipe de Finlande lors de la deuxième demi-finale. Victime d'un problème de boîte de vitesses avec la Renault Mégane Trophy, Sébastien Bourdais est impuissant lors de son premier duel l'opposant au Champion des Champions 2004 Heikki Kovalainen. La deuxième manche voit s'affronter Sébastien Loeb et Marcus Grönholm pour la neuvième fois depuis leur première rencontre lors de l'édition 2002. L'Alsacien prend le dessus pour moins de deux secondes sur son rival du championnat du monde avec l'avantage de se retrouver derrière le volant de la Citroën Xsara WRC qu'il pilote régulièrement sur l'ensemble de l'année. Un affrontement décisif est alors programmé sur le buggy emblématique de l'événement entre Bourdais et Kovalainen pour départager les deux équipes. Le Finlandais s'impose une nouvelle fois avec une avance de près de quatre secondes, éliminant ainsi la formation française : « Nous sommes tombés face à une belle équipe de Finlande, tant pis. La piste est très glissante et il faut vraiment être très précis pour ne pas toucher les murets. Je ne suis pas gêné par mon épaule, tout va bien de ce côté-là. ».
La soirée s'achève avec les épreuves individuelles. Tenant du titre, Sébastien Loeb est rattaché au groupe rallye et défait Nani Roma lors des quarts de finale sur une Porsche 996 GT3 RSR. Il retrouve en amont de la compétition le sixtuple médaillé d'or de Freestyle motocross aux X Games Travis Pastrana qu'il avait déjà vaincu lors de l'édition précédente. Sur une Citroën Xsara WRC qu'il conduit régulièrement, l'Alsacien franchit la ligne d'arrivée près de quatre secondes avant son adversaire et accède à la finale de son groupe. Toujours au volant de la Xsara, il affronte son ancien coéquipier chez Citroën Sport et champion du monde des rallyes 1995 Colin McRae qu'il parvient à devancer sur le fil. Déclaré vainqueur de sa catégorie, Loeb se qualifie pour la cinquième fois en autant de participations à la Super Finale disputée en deux manches gagnantes contre le pilote de DTM Mattias Ekström, tombeur de Sébastien Bourdais chez les spécialistes des circuits. Il ne parvient pas à tirer profit de l'avantage de piloter une nouvelle fois la Xsara lors du premier duel, le Suédois s'imposant sur le fil pour moins de deux dixièmes. L'utilisation de Renault Mégane Trophy typées circuit pour le deuxième affrontement inverse le rapport de force et le Scandinave l'emporte facilement pour décrocher son premier titre de Champion des Champions,,.

### Résultats détaillés
| Duel | Événement         | Phase                     | Adversaire           | Véhicule                         | Temps           | Écart    | Résultat |
| ---- | ----------------- | ------------------------- | -------------------- | -------------------------------- | --------------- | -------- | -------- |
| 1    | Nations Cup       | Tour préliminaire         | Stéphane Peterhansel | Aston Martin V8 Vantage Rally GT | 2 min 33 s 3325 | 2 s 4989 | Victoire |
| 2    | Nations Cup       | Quarts de finale          | Dani Sordo           | Aston Martin V8 Vantage Rally GT | 2 min 24 s 2804 | 4 s 5041 | Victoire |
| 3    | Nations Cup       | Demi-finales              | Marcus Grönholm      | Citroën Xsara WRC                | 2 min 22 s 8908 | 1 s 7945 | Victoire |
| 4    | Race of Champions | Quarts de finale - Rallye | Nani Roma            | Porsche 996 GT3 RSR              | 2 min 18 s 9701 | 1 s 4626 | Victoire |
| 5    | Race of Champions | Demi-finales - Rallye     | Travis Pastrana      | Citroën Xsara WRC                | 2 min 18 s 8750 | 3 s 6194 | Victoire |
| 6    | Race of Champions | Finale - Rallye           | Colin McRae          | Citroën Xsara WRC                | 2 min 24 s 5987 | 0 s 9758 | Victoire |
| 7    | Race of Champions | Super Finale              | Mattias Ekström      | Citroën Xsara WRC                | 2 min 21 s 4500 | 0 s 1883 | Défaite  |
| 8    | Race of Champions | Super Finale              | Mattias Ekström      | Renault Mégane Trophy            | 2 min 22 s 4954 | 6 s 3681 | Défaite  |